# Pietre d'inciampo nella provincia di Reggio Emilia

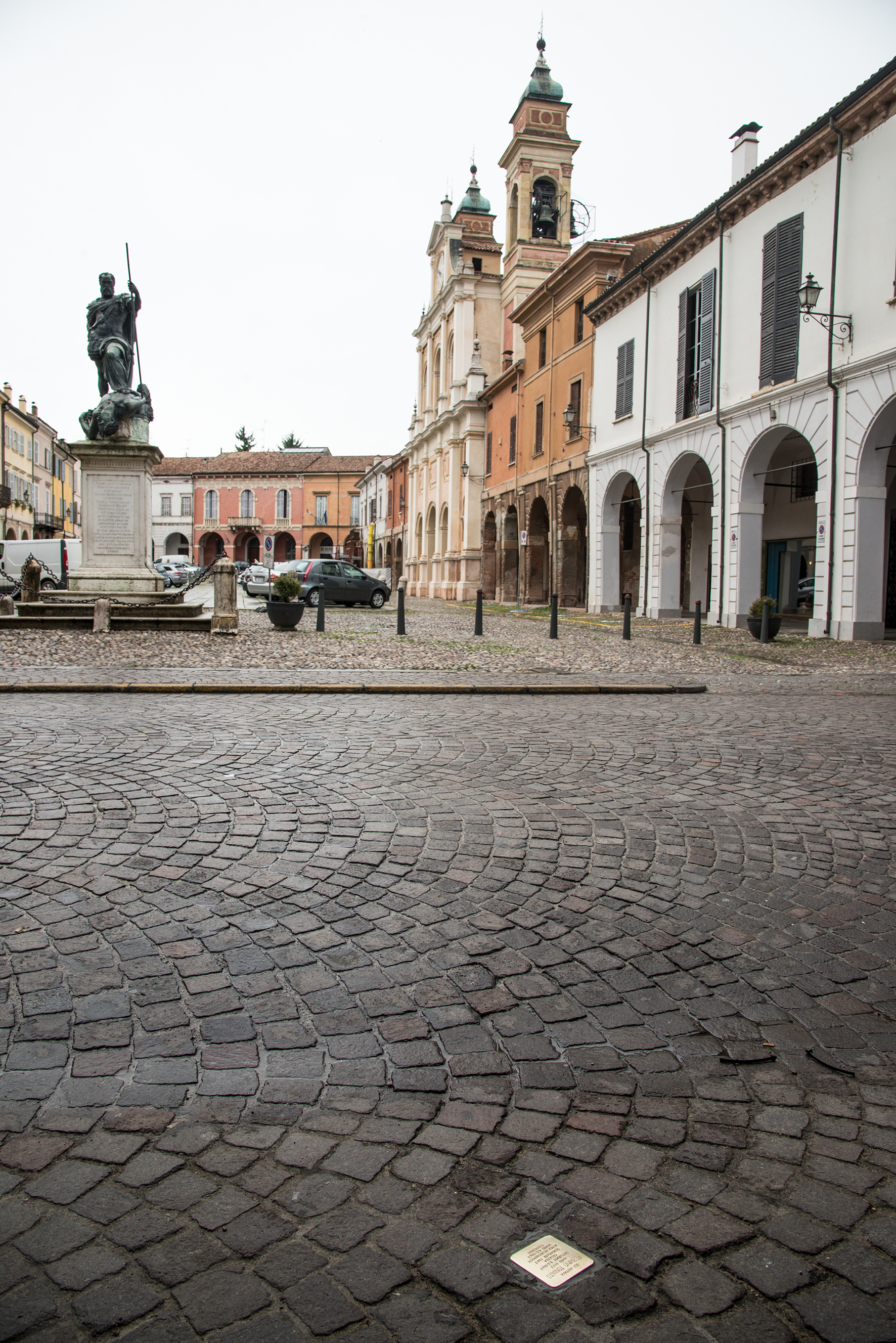
Pietra d'inciampo a Guastalla

La lista delle pietre d'inciampo nella provincia di Reggio Emilia contiene l'elenco, aggiornato al 2025, delle 133 pietre d'inciampo (in tedesco Stolpersteine) poste in provincia di Reggio Emilia. Esse commemorano le vittime della persecuzione del regime nazista nell'ambito di un'iniziativa dell'artista tedesco Gunter Demnig estesa a tutta l'Europa. Le prime pietre d'inciampo in provincia di Reggio Emilia sono state collocate nel capoluogo e a Correggio il 9 gennaio 2015. Tutte le pietre sono state poste nell'ambito del progetto Il Futuro non si cancella - Viaggi della Memoria, promosso dall' istoreco (Istituto per la Storia della Resistenza e della Società contemporanea in provincia di Reggio Emilia), in collaborazione con i comuni coinvolti. Le vite dei deportati sono state ricostruite all'interno di laboratori di ricerca biografica svolti dai ricercatori dell'Istituto Storico assieme a classi delle scuole superiori del territorio.

## Bagnolo in Piano
A Bagnolo in Piano si trovano 6 pietre d'inciampo, posate tra 2021 e 2025.
| Pietra d'inciampo | Pietra d'inciampo                                       | Pietra d'inciampo | Pietra d'inciampo | Note biografiche |
| Data di posa      | Luogo di posa                                           | Stolpersteine     | Incisione | Note biografiche |
| ----------------- | ------------------------------------------------------- | ----------------- | --- | --- |
| 3 giugno 2021     | Via Beviera, 28 Pieve Rossa 44°46′13.84″N 10°41′36.43″E |                   | QUI ABITAVA COMBES BIAGINI NATO 1920 CATTURATO 9.9.1943 BOLZANO DEPORTATO 1943 ASSASSINATO 15.4.1944 STALAG XVII A KAISERSTEINBRUCH               | Combes Biagini (Correggio, 10 settembre 1920- Kaisersteinbruch, 15 aprile 1944), figlio di Leonzio e Marcella Bigi, famiglia di mezzadri costretta a spostarsi con frequenza si stabilisce a Bagnolo nel 1939. Nell’aprile del 1942 è arruolato nell’esercito e assegnato ai servizi sedentari a causa della sua debole costituzione per poi essere messo in congedo illimitato. Nel settembre dello stesso anno viene però richiamato alle armi nel 46º reggimento di fanteria motorizzata. In seguito all'armistizio dell'8 settembre 1943l è catturato il giorno successivo dai tedeschi e arrestato a Trento. Al suo rifiuto di arruolarsi tra le file naziste è deportato nel Reich, destinato allo Stalag XVII-A di Kaisersteinbruch il 12 settembre 1943. Muore il 15 aprile 1944. Riposa a nel Cimitero militare italiano di Mauthausen. |
| 23 aprile 2022    | Via Gramsci, 10 44°45′47.22″N 10°40′18.89″E             |                   | QUI ABITAVA PACE TAMAGNINI NATO 1915 CATTURATO 12.9.1943 ALBANIA INTERNATO 1943 STALAG 352 MINSK ASSASSINATO 2.4.1944                             | Pace Tamagnini (Bagnolo in Piano, 16 ottobre 1915 - Minsk, autista, celibe, figlio di Donato e Anna Pelgreffi. Arruolato nel 1940 nel 10º Gruppo di Artiglieria dislocato in Albania all'atto della proclamazione dell'armistizio dell'8 settembre 1943 è catturato dai tedeschi. Come centinaia di migliaia di soldati italiani che rifiutano di arruolarsi nei reparti nazisti e di aderire alla Repubblica di Salò, è deportato nel Reich, internato come IMI nello Stalag 352 di Minsk,, costretto al lavoro forzato. Muore il 2 aprile 1944. |
| 23 aprile 2022    | Via Verdi, 10 44°45′39.44″N 10°40′24.38″E               |                   | QUI ABITAVA ANGELO DIACCI NATO 1910 CATTURATO 9.9.1943 JUGOSLAVIA INTERNATO 1943 STALAG VI A HEMER ASSASSINATO 16.9.1944                          | Angelo Diacci (Novellara, 21 settembre 1910 - Hemer, 16 settembre 1944), figlio di Secondo e Giustina Lasagni, militare di leva dal 1929 al 1932, quindi in congedo illimitato. Nel 1941 è inviato sul fronte di guerra dei Balcani. Immediata conseguenza dell'armistizio dell'8 settembre 1943 è la cattura, il giorno successivo e seguenti, di centinaia di migliaia di militari italiani. Angelo tra questi condivide il destino degli IMI, soldati che rifiutando l'arruolamente nei reparti nazisti e/o tra le file della RSI. Deportato nel Reich, internato nello Stalag VI-A di Hemer, muore il 16 settembre 1944. |
| 23 gennaio 2024   | Via Beviera, 44 44°46′28.3″N 10°42′02″E                 |                   | QUI ABITAVA CESARE SACCANI NATO 1912 CATTURATO 8.9.1943 MONTENEGRO INTERNATO 1943 STALAG IV C BYSTRICE STALAG IV B ZEITHAIN ASSASSINATO 29.5.1944 | Cesare Saccani (Cadelbosco di Sopra, 17 maggio 1912 - Mühlberg/Elbe, 29 maggio 1944), soldato di Fanteria, alla proclamazione dell'armistizio dell'8 settembre 1943 è catturato dai tedeschi sul fronte montenegrino e deportato nel Reich, prima internato, con lo stato di IMI, nello Stalag IV C, successivamente trasferito nello Stalag IV B Zeithain. Muore il 29 maggio 1944. Sepolto nel cimitero di Neuburxdorf, oggi Bad Liebenwerda. |
| 23 gennaio 2024   | Via Martiri di Bagnolo 44°45′46.75″N 10°40′20.98″E      |                   | QUI ABITAVA VASCO LUSETTI NATO 1921 CATTURATO 8.9.1943 MESTRE INTERNATO 1943 19° OSPEDALE GENERALE AMERICANO NANCY MORTO 11.5.1945                | Vasco Lusetti (Bagnolo in Piano, 8 gennaio 1921 - Nancy, 11 maggio 1945), autiere, figlio di Ferrante e Elena Pancaldi. Arruolato nel 1941, aggregato alla Divisione motorizzata "Piave" dislocata a Treviso. Alla proclamazione dell'armistizio dell'8 settembre 1943 è catturato dai tedeschi a Mestre e deportato nel Reich, prima internato, con lo stato di IMI, nello Stalag IX B nei pressi di Bad Orb, successivamente trasferito a Francoforte per essere impiegato come lavoratore coatto. Muore l'11 maggio 1945. Sepolto inizialmente nel cimitero di Nancy dal 1963 riposa nel cimitero di Bagnolo. |
| 25 gennaio 2025   | Via Roma, 11 44°45′39.19″N 10°40′22.73″E                |                   | QUI ABITAVA NATALE MEZZADRI NATO 1902 CATTURATO 9.9.1943 INTERNATO 1943 STALAG VI D DORTMUND ASSASSINATO 10.10.1944                               | Natale Mezzadri (Zocca, 22 aprile 1902 - Stalag VI D Dortmund, 10 ottobre 1944) |

## Baiso
A Baiso si trovano 4 pietre d'inciampo, posate tra 2021 e 2022.
| Pietra d'inciampo | Pietra d'inciampo                                     | Pietra d'inciampo | Pietra d'inciampo | Note biografiche |
| Data di posa      | Luogo di posa                                         | Stolpersteine     | Incisione | Note biografiche |
| ----------------- | ----------------------------------------------------- | ----------------- | --- | --- |
| 2 giugno 2021     | Via Borgo di Levizzano, 1 44°27′45.15″N 10°38′04.01″E |                   | QUI ABITAVA LORENZO CALUZZI NATO 1924 CATTURATO 15.8.1944 LEVIZZANO DI BAISO DEPORTATO 1944 KAHLA ASSASSINATO 19.1.1945          | Lorenzo Caluzzi (Levizzano, 10 marzo 1924 - Kahla, 19 gennaio 1945), celibe, figlio di Luigi e Carolina Casali, famiglia di agricoltori. Sorpreso dai tedeschi a Caliceto, in compagnia di un altro giovane che riesce fuggire, Lorenzo non oppone resistenza alla cattura preoccupato di possibili rappresaglie nei confronti della famiglia. Internato a Fossoli quindi deportato nel Reich destinato al lavoro forzato nel campo di Kahla. Muore il 19 gennaio 1945.        |
| 2 giugno 2021     | Via Gavia, 6 44°24′35.79″N 10°37′22.21″E              |                   | QUI ABITAVA ARRIGO LODOVICO TONELLI NATO 1896 CATTURATO 30.7.1944 PONTEDOLO DI B AISO DEPORTATO 1944 KAHLA ASSASSINATO 15.2.1945 | Arrigo Lodovico Tonelli (Baiso, 19 marzo 1896 - Kahla, 15 febbraio 1945), figlio di Eugenio e Clotilde Lumetti, nel 1923 sposa Faustina Dallari dalla quale avrà cinque figli. Pur estraneo all'attività partigiana, è arrestato da tedeschi a fine luglio 1944 nel corso dell'Operazione Wallenstein, serie di rastrellamenti nei territori di resistenza partigiana. Deportato in germania come lavoratore forzato è destinato al campo di Kahla. Muore il 15 febbraio 1945. |
| 30 aprile 2022    | Via Montecasale, 18 44°30′22.86″N 10°36′53.78″E       |                   | QUI ABITAVA DOMENICO BENVENUTI NATO 1899 CATTURATO AGOSTO 1944 INTERNATO FOSSOLI DEPORTATO KAHLA ASSASSINATO 15.12.1944          | Domenico benvenuti (Cavriago, 27 aprile 1899 - Kahla, 15 dicembre 1944), guardiacaccia, sposa Dorina Timotei nel 1923 dalla quale avrà un figlio. Dal 1942 residente a Baiso, è probabile vittima dei rastrellamenti tedeschi del 1944, nel corso dell'Operazione Wallenstein. Internato a Fossoli quindi deportato nel Reich destinato al lavoro forzato nel campo di Kahla. Muore il 15 dicembre 1944.                                                                       |
| 30 aprile 2022    | località Casale, 46 44°30′32″N 10°37′18.42″E          |                   | QUI ABITAVA GINO GESTONI NATO 1905 CATTURATO AGOSTO 1944 INTERNATO FOSSOLI DEPORTATO KAHLA ASSASSINATO 20.12.1944                | Gino Gestoni (???, 19 settembre 1905 - Kahla,, 20 dicembre 1944), bracciante, sposa Annina Bodecchi dalla quale avrà una figlia. Residente a Baiso, è probabile vittima dei rastrellamenti tedeschi del 1944, nel corso dell'Operazione Wallenstein. Internato a Fossoli quindi deportato nel Reich destinato al lavoro forzato nel campo di Kahla. Muore il 20 dicembre 1944.                                                                                                 |

## Bibbiano
Bibbiano ospita 4 pietre d'inciampo posate tra il 2022 e 2025.
| Pietra d'inciampo | Pietra d'inciampo                                      | Pietra d'inciampo | Pietra d'inciampo | Note biografiche |
| Data di posa      | Luogo di posa                                          | Stolpersteine     | Incisione | Note biografiche |
| ----------------- | ------------------------------------------------------ | ----------------- | --- | --- |
| 29 aprile 2022    | Via Fratelli Corradini, 15 44°39′50.31″N 10°28′34.69″E |                   | QUI ABITAVA ERIO FERRARI NATO 1921 CATTURATO 9.9.1943 BOLZANO INTERNATO 1943 FALLINGBOSTEL ARBEITSKOMMANDO HILDESHEIM MORTO 14.8.1945 HELMSTEDT | Erio Ferrari (Bibbiano, 4 dicembre 1921 - Helmstedt, 14 agosto 1945), figlio di Aristide e Maria Bendini, fratello di Walter Ferrari, famiglia di braccianti, garzone in una barberia. Arruolato come il fratello in Artiglieria, immediatamente dopo la proclamazione dell'armistizio dell'8 settembre 1943, è catturato dai tedeschi e come il fratello e altri centinaia di migliaia di militari italiani, al rifiuto di combattere per l'esercito nazista e di non aderire alla RSI è deportato nel Reich, classificato come IMI e internato nel campo di prigionia di Fallingbostel destinato al campo di lavoro di Hildesheim. Sopravvive al lager, ma lo stato di prostrazione conseguente è tale da causarne la morte il 14 agosto 1945 nell'ospedale di Helmstedt dov'era ricoverato. Riposa nel cimitero militare italiano di Amburgo. |
| 29 aprile 2022    | Via Fratelli Corradini, 15 44°39′50.31″N 10°28′34.69″E |                   | QUI ABITAVA WALTER FERRARI NATO 1923 CATTURATO 9.9.1943 BOLOGNA INTERNATO 1943 FALLINGBOSTEL ARBEITSKOMMANDO WOLFENBÜTTEL                       | Walter Ferrari (Bibbiano, 23 luglio 1923 - Bibbiano, 8 febbraio 1951), figlio di Aristide e Maria Bendini, fratello di Erio Ferrari, famiglia di braccianti. Arruolato come il fratello in Artiglieria, immediatamente dopo la proclamazione dell'armistizio dell'8 settembre 1943, è catturato dai tedeschi e come il fratello e altri centinaia di migliaia di militari italiani, al rifiuto di combattere per l'esercito nazista e di non aderire alla RSI è deportato nel Reich, classificato come IMI e internato nel campo di prigionia di Fallingbostel destinato al campo di lavoro di Wolfenbüttel. Sopravvive al lager, fa ritorno a casa, ma i maltrattamenti e le privazioni subite in prigionia lo segnano indelebilmente portandolo alla morte sopravvenuta l'8 febbraio 1951.                                                     |
| 22 gennaio 2024   | Via Venturi, 40 44°39′59.4″N 10°28′35.6″E              |                   | QUI ABITAVA PIERO GIAVARINI NATO 1923 CATTURATO 13.9.1943 ROMA DEPORTATO 1943 STALAG XI C BERGEN-BELSEN ASSASSINATO 7.12.1944                   | Piero Giavarini (Bibbiano, 3 dicembre 1923 - Bergen-Belsen, 7 dicembre 1944), figlio di Stefano e Marianna Beggi, operaio presso le Officine Reggiane. Aviere chiamato alle armi nel 1943 e inviato presso officina aeroportuale di Ciampino Sud, dopo la proclamazione dell'armistizio dell'8 settembre 1943 al suo rifiuto di aderire alla RSI è deportato nel Reich, classificato come IMI e internato nel campo di Bergen-Belsen dove muore il 7 dicembre 1944. Riposa nel Cimitero militare italiano di Amburgo. |
| 20 gennaio 2025   | Via Sauro, 15 44°41′37.95″N 10°30′04″E                 |                   | QUI ABITAVA EZIO FERRARINI NATO 1923 CATTURATO 8.9.1943 INTERNATO 1943 STALAG XIII D NÜRNBERG ASSASSINATO 30.8.1944 RUTH SCHWABACH              | Ezio Ferrarini (Bibbiano, 8 settembre 1923 - Ruth Schwabach, 30 agosto 1944), figlio di Francesco Giovanni e Vittoria Maria Fontanili, soldato d'artiglieria, alla proclamazione dell'armistizio dell'8 settembre 1943 è arrestato a Piacenza e al suo rifiuto di aderire alla RSI è deportato nel Reich, classificato come IMI e internato nello Stalag XIII D Nürnberg. Muore il 30 agosto 1944 a Ruth Schwabach. |

## Cadelbosco di Sopra
A Cadelbosco di Sopra si trovano due pietre d'inciampo, la prima posata nel 2017. La biografia del deportato è stata ricostruita col coinvolgimento di una classe dell'Istituto Galvani-Iodi di Reggio Emilia.
| Pietra d'inciampo | Pietra d'inciampo                                                                    | Pietra d'inciampo | Pietra d'inciampo                                                                                             | Note biografiche |
| Data di posa      | Luogo di posa                                                                        | Stolpersteine     | Incisione | Note biografiche |
| ----------------- | ------------------------------------------------------------------------------------ | ----------------- | --- | --- |
| 15 gennaio 2017   | Via Monsignor Saccani (All'angolo con Piazza XXV aprile) 44°45′47.64″N 10°35′46.01″E |                   | QUI ABITAVA ALLENIN BARBIERI NATO 1919 CATTURATO 8.9.1943 DEPORTATO 1943 TREUENBRIETZEN ASSASSINATO 23.4.1945 | Allenin Barbieri (Gattatico 21 marzo 1919 - Nichel 23 aprile 1945), droghiere. Trasferitosi a Cadelbosco nel 1938, venne arruolato nel 1939 in Aeronautica. Di stanza da ultimo a Salorno, venne catturato a Trento dai tedeschi dopo l'8 settembre 1943 e inviato nell'Ilag di Treuenbrietzen. Qui venne liberato dalle truppe sovietiche il 21 aprile 1945, ma due giorni dopo le truppe tedesche riconquistarono il campo, portarono tutti gli internati militari italiani nel villaggio di Nichel e li fucilarono, in quella che diverrà nota come la strage di Treuenbrietzen. È sepolto nel Cimitero italiano di Zehlendorf. |
| 23 gennaio 2024   | Via Miselli, 105 località Sesso                                                      |                   | | Avantino Pergetti (Cadelbosco di Sopra, 2 febbraio 1912 - Mauthausen, 29 marzo 1945), partigiano, comunista, figlio di Alpidio e Cesira Marmiroli, dopo l'armistizio dell'8 settembre 1943 entra in clandestinità tra le file della 77ª Brigata Garibaldi SAP “Fratelli Manfredi”. Sarà in breve il primo comandante del 2º distaccamento, quello che per competenza territoriale copre l’intero Comune di Cadelbosco Sopra. Una delazione ne provoca l'arresto la notte del 26 febbraio 1944. Rinchiuso prima Reggio Emilia, poi nella Certosa di Parma, quindi Fossoli. Dal 21 giugno 1944 non si hanno più sue notizie. Solo nel 1966, a seguito delle ricerche condotte dal Comitato Internazionale della Croce Rossa su richiesta del fratello Eolo Pergetti, la famiglia verrà a conoscenza della sua sorte: da Fossoli viene trasferito a Mauthausen, dove arriva il 24 giugno 1944. Muore al campo il 29 marzo 1945. |

## Casalgrande
| Pietra d'inciampo | Pietra d'inciampo                                                   | Pietra d'inciampo | Pietra d'inciampo                                                                                     | Note biografiche |
| Data di posa      | Luogo di posa                                                       | Stolpersteine     | Incisione                                                                                             | Note biografiche |
| ----------------- | ------------------------------------------------------------------- | ----------------- | --- | --- |
| 29 gennaio 2025   | Via Rio Rocca, 7 località Sant'Antonino 44°33′07.61″N 10°45′54.32″E |                   | QUI ABITAVA DANNUNZIO FERIOLI NATO 1922 CATTURATO 9.9.1943 CRETA BAJA DI SOUDA ASSASSINATO 19.10.1943 | Dannunzio Ferioli (Casalgrande 14 maggio 1922 - Creta, 19 ottobre 1943), figlio di Vincenzo e Angiolina Piccinini. Chiamato alle armi il 24 gennaio 1942, nell'arma del Genio militare è inviato sull'isola di Creta dove lo coglie l'armistizio dell'8 settembre 1943. Arrestato, imbarcato con i compagni sulla nave Sinfra diretta nel Reich carica di armi per l'esercito tedesco e di uomini per i campi di concentramento, ma affondata dal bombardamento inglese nel corso della navigazione. Dannunzio non fu tra i pochi superstiti. |

## Casina
A Casina si trovano due pietre d'inciampo.
| Pietra d'inciampo | Pietra d'inciampo                                                | Pietra d'inciampo | Pietra d'inciampo                                                                                  | Note biografiche                                        |
| Data di posa      | Luogo di posa                                                    | Stolpersteine     | Incisione                                                                                          | Note biografiche                                        |
| ----------------- | ---------------------------------------------------------------- | ----------------- | -------------------------------------------------------------------------------------------------- | ------------------------------------------------------- |
| 24 gennaio 2025   | Via Migliara, 10/1 località Migliara 44°29′56.47″N 10°29′08.79″E |                   | QUI ABITAVA VADO COMI NATO 1925 CATTURATO 2.8.1944 DEPORTATO 1944 KAHLA ASSASSINATO 10.1.1945      | Vado Comi (Casina ??? 1925 - Kahla, 10 gennaio 1945)    |
| 24 gennaio 2025   | Via Migliara, 3 località Migliara 44°29′56.59″N 10°29′09.54″E    |                   | QUI ABITAVA CESARE ZANNETTI NATO 1907 CATTURATO 2.8.1944 DEPORTATO 1944 KAHLA ASSASSINATO 6.2.1945 | Cesare Zannetti (Casina, 1907 - Kahla, 6 febbraio 1945) |

## Castelnovo ne' Monti
A Castelnovo ne' Monti si trovano nove pietre d'inciampo, posate tra 2016 e 2017. Le biografie dei deportati sono state ricostruite col coinvolgimento di classi dell'Istituto Cattaneo-Dall'Aglio e dell'Istituto N. Mandela, entrambi di Castelnovo ne' Monti. Alla posa delle pietre nel 2017 era presente anche la sindaca di Kahla, la cittadina dove fu internata la maggioranza dei deportati castelnovesi. Le due città hanno successivamente firmato un gemellaggio nel 2021.
| Pietra d'inciampo | Pietra d'inciampo                                        | Pietra d'inciampo | Pietra d'inciampo | Note biografiche |
| Data di posa      | Luogo di posa                                            | Stolpersteine     | Incisione | Note biografiche |
| ----------------- | -------------------------------------------------------- | ----------------- | --- | --- |
| 13 gennaio 2016   | Via Monti 9 44°25′52.89″N 10°23′28.63″E                  |                   | QUI ABITAVA INELLO BEZZI NATO 1902 CATTURATO 8.10.1944 CASA DEL FASCIO INTERNATO FOSSOLI CAMPO DEPORTATO 1944 KAHLA ASSASSINATO 14.3.1945                  | Inello Bezzi (Castelnovo ne' Monti 25 novembre 1902 - Kahla 14 marzo 1945), bracciante agricolo. Richiamato come ausiliare e presto congedato dal servizio militare, l'8 ottobre 1944 assieme a molti altri uomini del paese si presentò (assieme al genero, che riuscì però a fuggire) presso la locale Casa del Fascio per ricevere un lasciapassare che, era stato loro detto, sarebbe stato necessario per muoversi fuori dal paese, ma venne invece arrestato dai tedeschi e portato a Fossoli. Da qui venne trasferito prima a Linz, poi, dopo un passaggio nel centro di registrazione di Erfurt, nel campo di lavoro di Kahla, deputato alla costruzione dei Messerschmitt Me 262, dove arrivarono il 24 ottobre. Non sopravvisse. |
| 13 gennaio 2016   | Via Roma 80 44°25′55.33″N 10°23′52.83″E                  |                   | QUI ABITAVA UGOLINO SIMONAZZI NATO 1901 CATTURATO 8.10.1944 CASA DEL FASCIO INTERNATO FOSSOLI CAMPO DEPORTATO 1944 BRANDENBURG/HAVEL ASSASSINATO 13.3.1945 | Ugolino Simonazzi, (Castelnovo ne' Monti 18 settembre 1901 - Brandenburg an der Havel 13 marzo 1945), tipografo e fotografo. Militante comunista, venne arrestato nel 1932, ma evitò il confino grazie all'amnistia del Decennale nello stesso anno. Negli anni successivi continuò però a svolgere attività antifascista, sia pubblica (rifiutandosi di alzarsi in piedi a una manifestazione, venendo per questo malmenato), sia clandestina (stampando volantini antifascisti). Sospettato dalla polizia fascista per quest'ultima attività, la sua colpevolezza grazie a una sua accortezza non poté essere provata, ma venne comunque licenziato, portandolo a mettersi in proprio come fotografo. L'8 ottobre 1944 venne catturato presso la Casa del Fascio assieme a molti altri uomini del paese. Assieme ad essi fu deportato prima a Fossoli e poi a Linz, venendo infine destinato a Brandenburg an der Havel, dove morì. |
| 13 gennaio 2016   | Via 1º Maggio 2 44°26′11.02″N 10°24′05.23″E              |                   | QUI ABITAVA FRANCESCO TOSCHI NATO 1902 CATTURATO 8.10.1944 CASA DEL FASCIO INTERNATO FOSSOLI CAMPO DEPORTATO 1944 KAHLA ASSASSINATO 30.3.1945              | Francesco Toschi (Quattro Castella 28 agosto 1902 - Kahla 20 marzo 1945), contadino. Rimasto vedovo con 5 figli, si era trasferito a Castelnuovo nel 1939. L'8 ottobre 1944 venne arrestato alla Casa del Fascio assieme agli altri compaesani poi deportati, finendo a Kahla. Non sopravvisse. I suoi figli, assieme ai figli di Ermete Zuccolini e al deportato sopravvissuto Guglielmo Zanni, saranno tra i primi a recarsi in Turingia nel 1995, aprendo la strada al successivo lavoro di ricerca. |
| 13 gennaio 2016   | Vicolo Costole 2 44°26′08.13″N 10°23′57.58″E             |                   | QUI ABITAVA ERMETE ZUCCOLINI NATO 1909 CATTURATO 8.10.1944 CASA DEL FASCIO INTERNATO FOSSOLI CAMPO DEPORTATO 1944 KAHLA ASSASSINATO 1.4.1945               | Ermete Zuccolini (Castelnovo ne' Monti 7 settembre 1909 - Kahla 1 aprile 1945), falegname. Arruolato nel 1941 come telegrafista nel 3º Reggimento del Genio, fu probabilmente congedato dopo il matrimonio e la nascita della primogenita nell'aprile 1943. L'8 ottobre 1944 venne arrestato alla Casa del Fascio assieme agli altri compaesani poi deportati, finendo a Kahla. Non sopravvisse. |
| 15 gennaio 2017   | Gombio, Via Pian del Lago 17 44°30′26.16″N 10°25′33.72″E |                   | QUI ABITAVA ROBERTO CARLINI NATO 1910 CATTURATO 6.10.1944 CASA DEL FASCIO INTERNATO FOSSOLI CAMPO DEPORTATO 1944 KAHLA ASSASSINATO 17.3.1945               | Roberto Carlini (Gombio, 6 luglio 1910 - Kahla 17 marzo 1945), contadino, padre di due figli. Riformato, venne catturato il 6 ottobre 1944 dai tedeschi presso la sua abitazione nel corso di un rastrellamento e portato presso la Casa del Fascio di Castelnovo ne' Monti, dove nei giorni successivi verranno portati gli altri catturati nel capoluogo e nelle frazioni circostanti, venendo poi deportati tutti assieme. Finì a Kahla, dove non sopravvisse. |
| 15 gennaio 2017   | Via Isolato Maestà 3 44°26′11.16″N 10°24′09.44″E         |                   | QUI ABITAVA ANSELMO GUIDI NATO 1898 CATTURATO 8.10.1944 CASA DEL FASCIO INTERNATO FOSSOLI CAMPO DEPORTATO 1944 KAHLA ASSASSINATO 26.3.1945                 | Anselmo Guidi (Castelnovo ne' Monti 27 ottobre 1898 - Kahla 26 marzo 1945), mezzadro. Si presentò alla Casa del Fascio l'8 ottobre 1944, dove venne catturato assieme agli altri compaesani poi deportati, finendo a finendo a Kahla. Piegato dalla notizia della morte del figlio Renato, morì poche settimane dopo. |
| 15 gennaio 2017   | Via Isolato Maestà 3 44°26′11.16″N 10°24′09.44″E         |                   | QUI ABITAVA RENATO EGIDIO GUIDI NATO 1927 CATTURATO 8.10.1944 CASA DEL FASCIO INTERNATO FOSSOLI CAMPO DEPORTATO 1944 KAHLA ASSASSINATO 6.3.1945            | Renato Egidio Guidi (Castelnovo ne' Monti 1927 - Kahla 6 marzo 1945), figlio di Anselmo Guidi. L'8 ottobre 1944 si presentò alla Casa del Fascio assieme al padre, condividendone le sorti fino al campo di lavoro di Kahla. Non sopravvisse. |
| 15 gennaio 2017   | Via Isolato Maestà 3 44°26′11.16″N 10°24′09.44″E         |                   | QUI ABITAVA PIERINO RUFFINI NATO 1901 CATTURATO 8.10.1944 CASA DEL FASCIO INTERNATO FOSSOLI CAMPO DEPORTATO 1944 KAHLA ASSASSINATO 27.2.1945               | Pierino Ruffini (Castelnovo ne' Monti 3 settembre 1901 - Kahla 27 febbraio 1945), bracciante. L'8 ottobre 1944 fu catturato alla Casa del Fascio assieme al fratello gemello Guido e agli altri compaesani poi deportati, finendo a Kahla. Non sopravvisse. |
| 15 gennaio 2017   | Fariolo, Via Pian del Pre 23 44°27′47.99″N 10°27′51.39″E |                   | QUI ABITAVA DINO PERETTI NATO 1922 CATTURATO 9.9.1943 PIEDICOLLE DEPORTATO 1943 KASSEL ASSASSINATO 19.4.1944                                               | Dino Peretti (Castelnovo ne' Monti 13 giugno 1922 - Kassel 19 aprile 1944), contadino. Arruolato nel 1940 nel XXI Settore di copertura della Guardia alla Frontiera a Piedicolle, venne catturato dopo l'8 settembre 1943 e internato come IMI nello Stalag IX A a Ziegenhain. Costretto a lavorare alla produzione di aerei presso la fabbrica Fieseler a Kassel, venne ucciso il 19 aprile 1944 da un bombardamento aereo. È sepolto nel cimitero militare italiano di Francoforte sul Meno. |

## Cavriago
A Cavriago si trovano 5 pietre d'inciampo, tutte posate nel 2019. Le biografie dei deportati sono state ricostruite col coinvolgimento di classi dell'Istituto Silvio d'Arzo di Montecchio Emilia.
| Pietra d'inciampo | Pietra d'inciampo                                     | Pietra d'inciampo | Pietra d'inciampo                                                                                                 | Note biografiche |
| Data di posa      | Luogo di posa                                         | Stolpersteine     | Incisione | Note biografiche |
| ----------------- | ----------------------------------------------------- | ----------------- | --- | --- |
| 19 gennaio 2019   | via Quercioli 7 44°42′01.07″N 10°31′20.34″E           |                   | QUI ABITAVA GIOVANNI BERNUZZI NATO 1922 CATTURATO 1943 DEPORTATO 1943 FALLINGBOSTEL ASSASSINATO 22.3.1945 OERBKE  | Giovanni Bernuzzi (Bibbiano 28 febbraio 1922 - Oerbke 22 marzo 1944). Arruolato nel 1942 nel 21º Reggimento di Artiglieria di Corpo d'Armata, il 9 settembre 1943 venne catturato dai tedeschi e internato come IMI nello Stalag XI B a Bad Fallingbostel. Morì nell'infermeria del vicino Stalag XI D a Oerbke. Prima di essere traslato in Italia, era sepolto nel cimitero militare italiano di Amburgo. |
| 19 gennaio 2019   | via Roncaglio 21 44°41′38.51″N 10°31′09.24″E          |                   | QUI ABITAVA MARIO GUALERZI NATO 1912 CATTURATO 1943 DEPORTATO 1943 DINSLAKEN ASSASSINATO 26.2.1944                | Mario Vincenzo Gualerzi (Cavriago 10 marzo 1912 - Dinslaken 25 febbraio 1945). Emigrato per lavoro ad Antibes, dove già si trovava il fratello Guido, si sposò e prese la cittadinanza francese. Allo scoppio della guerra venne così arruolato nel 9º Battaglione degli Chasseurs alpins. Fatto prigioniero dalla Wehrmacht in seguito all'annientamento del reparto nel giugno 1940, venne costretto ai lavori forzati a Dinslaken. Morì nel locale ospedale di San Vincenzo. |
| 19 gennaio 2019   | via Campofiori 6 44°41′42.02″N 10°31′34.81″E          |                   | QUI ABITAVA VITTORIO MARIANI NATO 1921 CATTURATO 1943 DEPORTATO 1943 BYDGOSZCZ MORTO PER LE CONSEGUENZE 20.8.1945 | Vittorio Mariani (Reggio Emilia 27 ottobre 1921 - Bydgoszcz 20 agosto 1945), fornaio. Arruolato nel 1941 nel XXV Settore della Guardia alla frontiera, venne congedato tra giugno 1941 e luglio 1942 per il matrimonio e la nascita del primogenito. Il 12 settembre 1943 venne catturato dai tedeschi e internato come IMI nella città di Bydgoszcz. Liberato dalle truppe sovietiche il 26 gennaio 1945, morì nell'agosto, ancora nella città polacca, di tifo addominale. È sepolto nel cimitero militare italiano a Varsavia. |
| 19 gennaio 2019   | Piazza Giuseppe Mazzini 1 44°41′55.78″N 10°31′21.77″E |                   | QUI ABITAVA UMBERTO MONTANARI NATO 1896 CATTURATO 1943 DEPORTATO 1943 SIEGEN ASSASSINATO 9.3.1945                 | Umberto Montanari (Montecchio Emilia, 6 aprile 1896 - Niederschelden 9 marzo 1945), operaio e mugnaio. Veterano della prima guerra mondiale, durante la quale aveva raggiunto il grado di sergente, era emigrato una prima volta in Germania nel 1938, per lavorare nello stabilimento siderurgico di Charlottenhütte presso la cittadina di Niederschelden. Tornato a Cavriago nel novembre 1939, nel novembre 1940 poté tornare a Niederschelden, rimanendovi sino al settembre 1943. In seguito all'annuncio dell'armistizio tutti gli operai italiani ivi presenti che non dichiararono fedeltà alla RSI vennero arrestati e internati, costretti ai lavori forzati presso lo stesso stabilimento dove lavoravano in precedenza. Montanari divenne in questo periodo il rappresentante ufficioso degli internati italiani. Venne ucciso il 9 marzo 1945 da Wilhelm Bültmann, Kriminalsekretär della Gestapo della vicina Siegen, che, vistolo con una bottiglia di birra in mano davanti a una trattoria dopo un allarme aereo, lo accusò di averla rubata, nonostante la testimonianza contraria della proprietaria della trattoria, e lo freddò sul posto con un colpo alla nuca. Nel 1950 Bültmann sarà condannato per questo crimine da un tribunale tedesco a 10 anni di reclusione, ma ne sconterà soltanto cinque. Dal 1953 Montanari è sepolto nel cimitero militare italiano di Francoforte sul Meno. A lui è dedicata un'altra pietra d'inciampo nel luogo in cui venne assassinato, oggi nella città di Siegen. |
| 19 gennaio 2019   | Piazzaletto Garibaldi 11 44°41′43.48″N 10°31′33.03″E  |                   | QUI ABITAVA ENEA POZZI NATO 1916 CATTURATO 1943 ROMA DEPORTATO 1943 NORDHAUSEN ASSASSINATO 7.1.1944               | Enea Pozzi (Cavriago 24 dicembre 1916 - Nordhausen 7 gennaio 1944), falegname. Arruolato nel 1939 nel 2º Reggimento Granatieri, nel febbraio 1941 venne trasferito al 3º Reggimento e con quest'ultimo prese parte alla Campagna di Grecia. Ricoverato per congelamento nell'aprile dello stesso anno e rimpatriato, venne quindi congedato perché orfano di guerra, ma poi fu richiamato in servizio nel maggio 1943. Dopo l'8 settembre 1943 venne fatto prigioniero dai tedeschi in seguito alla mancata difesa di Roma, venendo poi internato come IMI in vari campi: prima nello Stalag 1-F presso Suwałki, poi nello Stalag IX-C e infine nel campo di concentramento di Mittelbau-Dora. Non sopravvisse. |

## Correggio
A Correggio si trovano 6 pietre d'inciampo, posate tra 2015 e 2025. Le biografie dei deportati sono state ricostruite col coinvolgimento di classi del Liceo Rinaldo Corso di Correggio.
| Pietra d'inciampo | Pietra d'inciampo                                                      | Pietra d'inciampo | Pietra d'inciampo | Note biografiche |
| Data di posa      | Luogo di posa                                                          | Stolpersteine     | Incisione | Note biografiche |
| ----------------- | ---------------------------------------------------------------------- | ----------------- | --- | --- |
| 9 gennaio 2015    | Piazza San Quirino 4 44°46′16.06″N 10°46′46.12″E                       |                   | QUI ABITAVA LUCIA FINZI NATA 1894 ARRESTATA 8.12.1943 CARCERE REGGIO EMILIA INTERNATA FOSSOLI CAMPO DEPORTATA 1944 AUSCHWITZ ASSASSINATA 26.2.1944                       | Lucia Finzi (Correggio 14 dicembre 1894 - Auschwitz 26 febbraio 1944), rammendatrice. Rimasta sola dopo che il fratello si era nascosto per sfuggire alle persecuzioni razziali, nel dicembre 1943, dopo l'emanazione dell'ordinanza di arresto di tutti gli ebrei, venne avvertita da Salvatore Toma, il locale maresciallo dei Carabinieri, di lasciare la propria abitazione e nascondersi. In un primo tempo si nascose confondendosi tra gli sfollati, ma l'8 dicembre si presentò spontaneamente in caserma per spiegare che non aveva fatto nulla di male. Lì però i militari, a causa della presenza di militi della GNR, dovettero arrestarla, traducendola dapprima nel carcere di San Tommaso nel capoluogo e poi probabilmente nel Casino Nobili di Villa Cavazzoli. Da lì il 16 febbraio 1944 venne trasferita a Fossoli e di qui il 22 febbraio venne deportata ad Auschwitz. Fu uccisa all'arrivo. |
| 13 gennaio 2016   | Via Mandrio All'angolo con Via San Martino 44°46′28.35″N 10°47′15.83″E |                   | QUI ABITAVA GILDA SINIGAGLIA NATA 1897 PERSEGUITATA LEGGI RAZZISTE ITALIANE 1938 NASCOSTA SASSUOLO 1943 PRIVATA DI ASSISTENZA MEDICA MORTA 2.4.1945                      | Gilda Sinigaglia (Correggio 1 marzo 1897 - Sassuolo 2 aprile 1945), casalinga. Crocerossina durante la prima guerra mondiale, nel 1939 con l'approvazione delle leggi razziali si spostò con la sorella Lucia da Bologna e si stabilì nella villa di famiglia nella città natale, probabilmente per assumere un profilo socialmente più basso. Dopo l'8 settembre 1943 si nascose sempre assieme alla sorella nella parrocchia di San Michele dei Mucchietti presso Sassuolo. Durante un viaggio nell'inverno 1944-45 per visitare il fratello Claudio (che morirà di lì a poco), si ammalò di una polmonite che pochi mesi dopo la porterà alla morte. |
| 13 gennaio 2016   | Via Mandrio All'angolo con Via San Martino 44°46′28.35″N 10°47′15.83″E |                   | QUI ABITAVA CLAUDIO SINIGAGLIA NATO 1895 PERSEGUITATO LEGGI RAZZISTE ITALIANE 1938 NASCOSTO SASSUOLO 1943 PRIVATO DI ASSISTENZA MEDICA MORTO 24.12.1944                  | Claudio Sinigaglia (Correggio 3 dicembre 1895 - Correggio 24 dicembre 1944), avvocato. Volontario nella prima guerra mondiale, combatté nel 89º Rgt. fanteria prima (col quale ottenne nel 1916 una medaglia d'argento al valor militare) e col 6º Rgt. alpini poi, concludendo la guerra da tenente. Mutilato di guerra, nel dopoguerra si stabilì a Bologna divenendo presidente dell'ANMIG locale, oltre ad essere tra i fondatori dell'ANA bolognese. Nel 1920 si iscrisse al Partito Nazionale Fascista, divenendo membro attivo della Milizia. Nel 1939 in seguito all'approvazione delle leggi razziali venne "discriminato" per "meriti fascisti", potendo dunque continuare ad esercitare la professione, ma nel 1942 si trasferì stabilmente con i fratelli nella villa di famiglia, probabilmente a causa delle leggi razziali sempre più pesanti. Dopo l'8 settembre 1943 si nascose nei dintorni, riuscendo anche a scrivere una lettera di protesta al commissario prefettizio della cittadina per la requisizione della villa effettuata nell'ottobre 1943 dalla Wehrmacht e per la destinazione che ne era stata fatta di postribolo per ufficiali. Morì nell'inverno 1944 per la mancanza di dosi di insulina necessarie per il suo diabete. |
| 24 gennaio 2024   | Via Carpi Vecchia, 6 44°47′03.03″N 10°49′48.6″E                        |                   | QUI ABITAVA IDIMO VECCHI NATO 1918 ARRESTATO 21.2.1944 INCARCERATO REGGIO EMILIA INTERNATO FOSSOLI DEPORTATO 1944 MAUTHAUSEN-GUSEN ASSASSINATO APR. 1945                 | Idimo Vecchi |
| 24 gennaio 2024   | Via Carletti, 50 44°46′46.4″N 10°45′50.9″E                             |                   | QUI ABITAVA GUERRINO GUERRIERI NATO 1905 ARRESTATO 18.4.1939 INCARCERATO PORTO LONGONE INTERNATO FOSSOLI DEPORTATO 1944 MAUTHAUSEN-GUSEN ASSASSINATO 26.12.1944          | Guerrino Guerrieri, antifascista. |
| 30 gennaio 2025   | Via Centododici, 3 44°47′50.56″N 10°48′12.44″E                         |                   | QUI ABITAVA ROBERTO BORCIANI NATO 1891 ARRESTATO 9.3.1944 INCARCERATO REGGIO EMILIA. PARMA INTERNATO FOSSOLI DEPORTATO 1944 MAUTHAUSEN-HINTERBRÜHL ASSASSINATO 26.2.1945 | Roberto Borciani (Rio Saliceto, 7 agosto 1891 - Wien/Hinterbrühl, 26 febbraio 1945) |

## Gualtieri
A Gualtieri, e frazione di Santa Vittoria, si trovano 4 pietre d'inciampo posate tra il 2022 e 2025.
| Pietra d'inciampo | Pietra d'inciampo                                                            | Pietra d'inciampo | Pietra d'inciampo | Note biografiche |
| Data di posa      | Luogo di posa                                                                | Stolpersteine     | Incisione | Note biografiche |
| ----------------- | ---------------------------------------------------------------------------- | ----------------- | --- | --- |
| 23 aprile 2022    | Via Magnano, 4 località Santa Vittoria 44°51′03.18″N 10°38′21.08″E           |                   | QUI ABITAVA GIANNETTO LAMBRUSCHI NATO 1923 CATTURATO 11.9.1943 GRECIA INTERNATO 1943 STALAG IV B MÜHLBERG ASSASSINATO 27.6.1944 ZEITHAIN           | Giannetto Lambruschi (Santa Vittoria, 25 giugno 1923 - Zeithain, 27 giugno 1944), figlio di Vittorio e Amneris Alberici, fornaio. Arruolato in fanteria, è sul fronte greco all'atto della proclamazione dell'armistizio dell'8 settembre 1943. Catturato dai tedeschi l'11 settembre 1943, deportato nel Reich internato nello Stalag IV-B a Mühlberg, quindi nello Stalag IV B Zeithain dove muore il 27 giugno 1944. È sepolto nel Sacrario dei caduti d'oltremare di Bari. |
| 23 aprile 2022    | Via Ponte Portine, 28/24 località Santa Vittoria 44°51′08.27″N 10°38′15.78″E |                   | QUI ABITAVA ARSIERO GUATTERI NATO 1920 CATTURATO 9.9.1943 DEPORTATO 1943 AMBURGO MORTO 8.10.1944 OTTERNDORF                                        | Arsiero Guatteri (Gualtieri, 22 agosto 1920 - Otterndorf, 8 ottobre 1944), figlio di Enrico e Teresa Ferroni, bracciante. È catturato il giorno successivo la proclamazione dell'armistizio dell'8 settembre 1943 e deportato nel Reich, destinato ad Amburgo. Muore l'8 Ottobre 1944, è sepolto nel cimitero militare italiano di Amburgo. |
| 2 febbraio 2024   | Via Pieve, 66 località Pieve Saliceto 44°53′41.75″N 10°36′49.04″E            |                   | QUI ABITAVA ZIBER ARTONI NATO 1912 CATTURATO 9.9.1943 TRIPOLI GRECIA INTERNATO 1943 STALAG XII F FORBACH STALAG XII D TRIER ASSASSINATO 13.11.1943 | Ziber Artoni (Gualtieri, 14 maggio 1912 - Treviri, 13 novembre 1943) |
| 21 gennaio 2025   | Via Prati, 10 44°53′59.26″N 10°38′02.74″E                                    |                   | QUI ABITAVA ARNALDO SARTI NATO 1908 CATTURATO 9.9.1943 PATRASSO INTERNATO 1943 STALAG XII F FORBACH PETITE ROSSELLE ASSASSINATO 8.4.1944           | Arnaldo Sarti (Gualtieri, 17 aprile 1908 - Petite-Rosselle, 8 aprile 1944), appartenente alla MVSN, è catturato sul fronte greco, a Patrasso il giorno successivo la proclamazione dell'armistizio dell'8 settembre 1943 e deportato nel Reich. Internato con lo stato di IMI nello Stalag XII-F di Forbach, muore per malattia a Petite-Rosselle l'8 aprile 1944. |

## Guastalla
A Guastalla si trovano 9 pietre d'inciampo, posate tra 2017 e 2025. Le biografie dei deportati sono state ricostruite col coinvolgimento di classi dell'Istituto Bertrand Russell di Guastalla. Nel 2020 la pietra dedicata ad Aldo Munari è stata danneggiata da un gesto vandalico e ne è stata riposata una nuova l'8 settembre 2021.
| Pietra d'inciampo | Pietra d'inciampo                                           | Pietra d'inciampo | Pietra d'inciampo | Note biografiche |
| Data di posa      | Luogo di posa                                               | Stolpersteine     | Incisione | Note biografiche |
| ----------------- | ----------------------------------------------------------- | ----------------- | --- | --- |
| 15 gennaio 2017   | Via Portamurata 46 44°54′27.58″N 10°40′32.59″E              |                   | QUI ABITAVA GINO BENATTI NATO 1923 CATTURATO 9.9.1943 GOITO DEPORTATO 1943 NEUENSTADT AM KOCHER ASSASSINATO 8.4.1945        | Gino Benatti (Guastalla 22 novembre 1923 - Neuenstadt am Kocher 8 aprile 1945), contadino. Arruolato nel 4º Rgt. Autieri nel 1942, venne catturato dei tedeschi l'8 settembre 1943 a Torri del Benaco e internato come IMI presso Neuenstadt am Kocher. Qui morì pochi giorni prima della guerra a causa dell'esplosione di barili di carburante durante un bombardamento. |
| 15 gennaio 2017   | Via Cavallo 9 44°54′44.34″N 10°39′32.45″E                   |                   | QUI ABITAVA IVO CARRA NATO 1922 CATTURATO 9.9.1943 TRIESTE DEPORTATO 1943 LIPSIA ASSASSINATO 14.3.1944                      | Ivo Carra (Guastalla 21 aprile 1922 - Lipsia 14 marzo 1944). Arruolato come marconista nel 11º Reggimento genio, combatté sul fronte orientale e venne catturato dai tedeschi il 9 settembre 1943 a Trieste o a Udine (le fonti divergono). Iniziò così l'internamento come IMI in ben tre campi diversi, prima lo Stalag I-B presso Hohenstein, poi lo Stalag IV-B presso Mühlberg e infine lo Stalag IV-G, da dove venne distaccato presso la fabbrica aeronautica Erla Maschinenwerk. Morì di setticemia nell'ospedale del campo.                                                                    |
| 15 gennaio 2017   | loc. Tagliata, Via Staffola 37 44°55′55.6″N 10°41′02.3″E    |                   | QUI ABITAVA ALFREDO NOSARI NATO 1922 CATTURATO 9.9.1943 MONTENEGRO DEPORTATO 1943 STIERINGEN ASSASSINATO 1.10.1944          | Alfredo Nosari (Guastalla 16 gennaio 1922 - Stiring-Wendel 1 ottobre 1944). Arruolato nel 1942 nel 47º Reggimento fanteria, venne destinato al Montenegro occupato, e lì venne catturato dai tedeschi il 9 settembre 1943. Venne quindi internato come IMI prima nello Stalag XII-D presso Treviri, poi nello Stalag XII-F, venendo distaccato prima a Tuttlingen e poi a Mettlach. Morì a Stiring-Wendel, nell'Alsazia annessa al Reich. È sepolto nel sacrario militare italiano di Saint-Mandrier-sur-Mer.                                                                                           |
| 15 gennaio 2017   | loc. Tagliata, Via Staffola 37 44°55′55.6″N 10°41′02.3″E    |                   | QUI ABITAVA ATHOS NOSARI NATO 1916 CATTURATO 9.9.1943 GORIZIA DEPORTATO 1943 LUCKENWALDE ASSASSINATO 27.5.1944              | Athos Nosari (Guastalla 22 novembre 1916 - Luckenwalde 27 maggio 1944), operaio. Arruolato nel 1939 nel 38º Reggimento fanteria, venne poi trasferito nella Guardia alla Frontiera, prima nel 9º Raggruppamento artiglieria e poi nel XXI Settore. l'8 settembre 1943 venne catturato dai tedeschi a Gorizia o a Mestre (le fonti divergono) e internato come IMI nello Stalag III-A presso Luckenwalde. Non sopravvisse. |
| 15 gennaio 2017   | Piazza Giuseppe Mazzini 44°55′21.33″N 10°39′15.61″E         |                   | QUI ABITAVA FERMINO TONIATO NATO 1922 CATTURATO 8.9.1943 CROAZIA DEPORTATO 1943 ALFEN STUCKENBROCK MORTO 6.6.1945 CORREGGIO | Fermino Toniato (Villa del Conte 2 luglio 1922 - Correggio 6 maggio 1945), bracciante agricolo. Arruolato nel 1941, venne ricoverato nel 1942 e destinato a servizi sedentari in Istria. L'8 settembre 1943 venne catturato dai tedeschi a Fiume e internato come IMI nello Stalag VI-K presso Stukenbrock, dove venne impiegato in un'officina. Qui però subì un grave infortunio, perdendo tre dita, e il 10 ottobre 1944 venne rimandato in Italia, dove gli venne diagnosticata una tubercolosi sviluppata nel Lager. Ricoverato in ospedale a Correggio, vi morì pochi giorni dopo la liberazione. |
| 12 gennaio 2018   | Via Martiri di Belfiore 25 44°55′21.97″N 10°39′22.08″E      |                   | QUI ABITAVA GILDO CANI NATO 1923 CATTURATO 9.9.1943 RODI DEPORTATO 1943 GRILLENBERG, BERNDORF ASSASSINATO 1.4.1945          | Gildo Cani (Guastalla 17 giugno 1923 - Grillenberg 1 aprile 1945), operaio. Arruolato nel 1943 nell'11º Reggimento genio, venne destinato a Rodi, dove il 9 settembre 1943 venne catturato dai tedeschi. Venne internato come IMI nello Stalag XVII-A presso Kaisersteinbruch, in Austria, e di qui distaccato a Grillenberg. Non sopravvisse. |
| 12 gennaio 2018   | San Rocco, Via Confine 5 44°52′57.32″N 10°42′38.91″E        |                   | QUI ABITAVA ALDO MUNARI NATO 1915 CATTURATO 9.9.1943 CROAZIA DEPORTATO 1943 COLONIA MORTO 16.11.1944                        | Aldo Giuseppe Munari (Viano 6 febbraio 1915 - Colonia 16 novembre 1944), contadino. Richiamato nel 1940 nei Lancieri di Novara, nel 1942 venne trasferito con la sua unità sul fronte jugoslavo. Catturato in Croazia dai tedeschi, venne deportato e internato come IMI a Colonia. Non sopravvisse. |
| 12 gennaio 2018   | San Martino, Via Selna Prima 11 44°54′45.21″N 10°41′16.91″E |                   | QUI ABITAVA GUIDO RIVA NATO 1920 CATTURATO 8.9.1943 PINEROLO DEPORTATO 1943 KIEL MORTO 22.5.1944                            | Guido Riva (Guastalla 21 marzo 1920 - Kiel 22 maggio 1944), barbiere e sarto. Arruolato in cavalleria nel 1940 come trombettiere presso la scuola di cavalleria di Pinerolo, venne catturato dai tedeschi l'8 settembre 1943 e deportato come IMI prima nello Stalag VIII-A presso Görlitz e poi nello Stalag X-B, venendo distaccato a Elmschenhagen, un quartiere di Kiel, dove morì durante un bombardamento aereo. È sepolto nel cimitero militare italiano di Amburgo. |
| 21 gennaio 2025   | via Trieste 8 44°55′15.74″N 10°39′04.26″E                   |                   | QUI ABITAVA ALFONSO CATTANIA NATO 1919 CATTURATO 8.9.1943 CROAZIA DEPORTATO 1944 BROICHER MÜHLE BONN MORTO 27.11.1944       | Alfonso Cattania (Correggio 9 febbraio 1919 - Broicher Mühle 27 novembre 1944). Arruolato nel 1939 nel 3º Reggimento di Artiglieria d'Armata, partecipò ai combattimenti nelle Alpi Occidentali e in Jugoslavia. Catturato in Croazia dai tedeschi, venne deportato e internato come IMI in Germania. Morì a Broicher Mühle, un villaggio presso Bonn, durante un bombardamento aereo, probabilmente attardandosi per aiutare una donna. |

## Montecchio Emilia
Montecchio Emilia ospita 4 pietre d'inciampo posate tra il 2024 e 2025.
| Pietra d'inciampo | Pietra d'inciampo                                    | Pietra d'inciampo | Pietra d'inciampo | Note biografiche |
| Data di posa      | Luogo di posa                                        | Stolpersteine     | Incisione | Note biografiche |
| ----------------- | ---------------------------------------------------- | ----------------- | --- | --- |
| 19 gennaio 2024   | Strada Barco, 13 44°41′51″N 10°28′28.2″E             |                   | QUI ABITAVA NATALINO CATELLANI NATO 1913 CATTURATO 9.9.1943 GRECIA INTERNATO 1943 STALAG VI D DORTMUND STALAG VI A HEMER ASSASSINATO 4.2.1944      | Natalino Catellani (Montecchio Emilia, 25 dicembre 1913 - Hemer, 4 febbraio 1944), figlio di Daniele e Maria Bertolini, artigliere arruolato nel 1933, congedato ed in seguito richiamato nel 1940 ed inviato sul fronte greco dove è catturato dai tedeschi il giorno successivo alla proclamazione dell'armistizio dell'8 settembre 1943. Al suo rifiuto di aderire alla RSI è deportato nel Reich in condizione di IMI internato nello Stalag VI A, nei pressi di Hemer,dove muore il 4 febbraio 1944. Riposa nel Cimitero militare italiano di Francoforte sul Meno. |
| 19 gennaio 2024   | Via Felice Cavallotti, 4 44°42′10.83″N 10°27′06.88″E |                   | QUI ABITAVA ENNIO TAGLIAVINI NATO 1915 CATTURATO 9.9.1943 ROMA INTERNATO 1943 STALAG XIII D NÜRNBERG ASSASSINATO 20.12.1944                        | Ennio Tagliavini (Montecchio Emilia, 15 settembre 1915 - Norimberga, 20 dicembre 1944), arruolato nei granatieri, catturato dai tedeschi il giorno successivo alla proclamazione dell'armistizio dell'8 settembre 1943. Al suo rifiuto di aderire alla RSI è deportato nel Reich in condizione di IMI internato nello Stalag XIII D, nei pressi di Norimberga,dove muore il 20 dicembre 1944. Riposa nel Cimitero militare italiano di Francoforte sul Meno. |
| 19 gennaio 2024   | Via Ercole Franchini, 57 44°42′11.95″N 10°26′59.9″E  |                   | QUI ABITAVA GIUSEPPE PATRONCINI NATO 1914 CATTURATO 9.9.1943 LJUBLJANA INTERNATO 1943 STALAG III A LUCKENWALDE STALAG III D BERLIN MORTO 19.6.1945 | Giuseppe Patroncini (Montecchio Emilia, 18 dicembre 1914 - ???, 19 giugno 1945), geniere catturato dai tedeschi il giorno successivo alla proclamazione dell'armistizio dell'8 settembre 1943. Al suo rifiuto di aderire alla RSI è deportato nel Reich in condizione di IMI internato alla fine nello Stalag III-D, nei pressi di Berlino. Muore il 19 giugno 1945. |
| 20 gennaio 2025   | Via Mazzini, 54 44°41′48.52″N 10°26′46.74″E          |                   | QUI ABITAVA PIETRO REVERBERI NATO 1924 CATTURATO SETT.1943 BOLOGNA INTERNATO LEIPZIG ASSASSINATO 22.6.1944                                         | Pietro Reverberi (Bibbiano, 16 maggio 1924 - Lipsia 22 giugno 1944), geniere catturato dai tedeschi successivamente alla proclamazione dell'armistizio dell'8 settembre 1943. Al suo rifiuto di aderire alla RSI è deportato nel Reich in condizione di IMI, costretto al lavoro coatto nelle fabbriche di Lipsia, dove muore il 22 giugno 1944. |

## Novellara
A Novellara si trovano 8 pietre d'inciampo, posate tra 2020 e 2022. Le biografie dei deportati sono state ricostruite col coinvolgimento di classi dell'Istituto Comprensivo Lelio Orsi di Novellara.
| Pietra d'inciampo | Pietra d'inciampo                                                                  | Pietra d'inciampo | Pietra d'inciampo | Note biografiche |
| Data di posa      | Luogo di posa                                                                      | Stolpersteine     | Incisione | Note biografiche |
| ----------------- | ---------------------------------------------------------------------------------- | ----------------- | --- | --- |
| 22 gennaio 2020   | Via San Bernardino 122 44°51′53.74″N 10°40′21.63″E                                 |                   | QUI ABITAVA GIACOMO BACCARANI NATO 1922 CATTURATO 8.9.1943 UDINE DEPORTATO 1943 ZEITHAIN ASSASSINATO 25.11.1944                                            | Giacomo Baccarani (Novellara 1 luglio 1922 - Zeithain 25 novembre 1944), bracciante agricolo. Arruolato nel 1941 nell'11º Reggimento genio, venne catturato dai tedeschi a Udine il 12 settembre 1943. Tenne un diario della prigionia, che è stato salvato. Il 18 settembre arrivò nello Stalag I-F presso Suwałki, nella Polonia annessa al Reich, dove venne internato come IMI, ma un mese dopo, in seguito ad avanzate sovietiche, venne trasferito, arrivando infine in una località dove venne impiegato nella macellazione e nell'allevamento di pollame. Il 16 dicembre venne però nuovamente trasferito ad ovest per avanzate russe: dopo una tappa intermedia nello Stalag I-B ad Hohenstein, il 12 gennaio 1944 arrivò nello Stalag IV-B presso Mühlberg, in Germania. Il 10 febbraio venne distaccato presso un deposito di munizioni, un lavoro molto duro e con rancio misero. Il 5 agosto venne ricoverato per ernia nel campo, venendo poi trasferito nell'ospedale civile di Lipsia, dove gli venne diagnosticata la tubercolosi, e infine nell'infermeria dello Stalag IV-H presso Zeithain, dove morì.                                                                       |
| 22 gennaio 2020   | Viazza San Michele 18/B 44°50′54.05″N 10°42′14.23″E                                |                   | QUI ABITAVA VITTORIO BUSANA NATO 1906 CATTURATO 8.9.1943 VICENZA DEPORTATO 1943 STALAG II B HAMMERSTEIN STALAG VI D DORTMUND BOCHUM ASSASSINATO 26.12.1943 | Vittorio Busana (Bagnolo in Piano 16 settembre 1906 - Bochum 26 dicembre 1943), contadino. Arruolato nel 1943 nel 3º Reggimento genio, venne catturato dai tedeschi l'8 settembre 1943 e internato come IMI nello Stalag II-B presso Hammerstein, in Pomerania. Successivamente venne trasferito nello Stalag VI-D a Dortmund, venendo distaccato a Bochum, dove morì poco dopo per intossicazione. È sepolto nel cimitero militare italiano di Francoforte sul Meno. |
| 22 gennaio 2020   | Viazzola Borgazzo 1 44°49′35.59″N 10°43′34.78″E                                    |                   | QUI ABITAVA GUIDO GHIACCI NATO 1916 CATTURATO 8.9.1943 DEPORTATO 1943 STALAG V C/Z STRASBURGO ASSASSINATO 13.5.1944                                        | Guido Ghiacci (Novellara 20 marzo 1916 - Strasburgo 13 maggio 1944), contadino. Arruolato nel 1939 nel 2º Reggimento Granatieri, nel 1942 venne trasferito nell'11º Reggimento genio. Dopo l'8 settembre 1943 venne catturato dai tedeschi e internato come IMI. Non sopravvisse. |
| 22 gennaio 2020   | Piazza Mazzini 8 44°50′38.19″N 10°43′51.21″E                                       |                   | QUI ABITAVA CARLO SEGRÉ NATO 1866 PERSEGUITATO 1938 LEGGI RAZZISTE ITALIANE CERCÒ RIFUGIO NELLA MORTE 1939                                                 | Carlo Segré (Novellara 28 dicembre 1866 - Novellara 6 giugno 1939). Discendente di un'antica famiglia ebraica presente a Novellara da almeno due secoli, Carlo Segré era un proprietario terriero, tra i maggiori notabili novellaresi. Era stato politicamente attivo con i liberali moderati nei primi anni del secolo, e aveva ricoperto incarichi nel Consorzio di Bonifica provinciale. Sposato con una donna cattolica e padre di sette figli, tutti battezzati, per lui l'ebraismo era rimasto un fatto esclusivamente privato, di tradizione familiare. Con l'approvazione delle leggi razziali fasciste e la stipula del Patto d'Acciaio però, sentì che la sua presenza avrebbe messo sempre più in pericolo i figli, nelle proprietà e forse anche nella vita. Il 5 giugno venne insultato pubblicamente da giovani fascisti locali nel Teatro Comunale. Sconvolto, il giorno successivo decise di farla finita: scritta una lettera ai due figli ancora minorenni, si uccise col veleno. A differenza di quanto avvenuto con Formiggini, la stampa fascista poté mascherare il fatto come un malore, e ai funerali parteciparono molte persone, compresi gli stessi fascisti locali. |
| 27 gennaio 2021   | Viale Roma 13 44°50′41.58″N 10°43′34.82″E                                          |                   | QUI ABITAVA PIETRO PAPI NATO 1923 CATTURATO 9.9.1943 GRECIA DEPORTATO 1943 ASSASSINATO 14.3.1945 GLADBACH                                                  | Pietro Papi |
| 31 maggio 2021    | Strada Frassinara, 11 località San Giovanni della Fossa 44°48′15.7″N 10°43′51.74″E |                   | QUI ABITAVA ALFREDO IOTTI NATO 1921 CATTURATO 9.9.1943 DEPORTATO 1943 ASSASSINATO 4.2.1945 ZEITHAIN                                                        | Alfredo Iotti |
| 31 maggio 2021    | Strada Santa Maria, 4 località Santa Maria della Fossa 44°48′00.71″N 10°41′53.89″E |                   | QUI ABITAVA DANTE VECCHI NATO 1923 CATTURATO 9.9.1943 DEPORTATO 1943 MORTO 6.8.1945 LAUPHEIM                                                               | Dante Vecchi |
| 27 gennaio 2022   | Via E. Pelgreffi, 4 località San Giovanni della Fossa 44°48′50.98″N 10°42′09″E     |                   | QUI ABITAVA EFFRO LAMELLI NATO 1915 CATTURATO 13.9.1943 GRECIA INTERNATO 1943 STALAG IIIB FÜRSTENBERG ASSASSINATO 19.3.1944                                | Effro Lamelli |

## Poviglio
| Pietra d'inciampo | Pietra d'inciampo                         | Pietra d'inciampo | Pietra d'inciampo | Note biografiche |
| Data di posa      | Luogo di posa                             | Stolpersteine     | Incisione | Note biografiche |
| ----------------- | ----------------------------------------- | ----------------- | --- | --- |
| 25 gennaio 2024   | Via Ghidozzo, 6 44°50′52.4″N 10°28′42.7″E |                   | QUI ABITAVA RENATO BIA NATO 1918 CATTURATO 8.9.1943 BOLZANO INTERNATO 1943 STALAG IV B ZEITHAIN ASSASSINATO 25.10.1944                               | Renato Bia (Parma, 15 luglio 1918 - Stalag IV B Zeithain, 25 ottobre 1944), soldato della Guardia di frontiera di stanza a Bolzano, è catturato dai tedeschi il giorno stesso della proclamazione dell'armistizio dell'8 settembre 1943. Al suo rifiuto di aderire alla RSI è deportato nel Reich destinato allo Stalag IV B Zeithain, in Sassonia, classificato come IMI avviato al lavoro coatto. Muore al campo il 25 ottobre 1944. Nel 1992 le sue spoglie fanno ritorno a Poviglio. |
| 22 gennaio 2025   | Via Burra, 6 44°51′24.38″N 10°32′52.96″E  |                   | QUI ABITAVA PIERINO DALL'AGLIO NATO 1921 CATTURATO 12.9.1943 CREMONA INTERNATO 1943 STALAG VI C OBERLANGEN STALAG VI J DORSTEN ASSASSINATO 21.5.1944 | Pierino Dall'Aglio (Poviglio, 17 luglio 1921 - Dorsten, 21 maggio 1944), soldato dell'arma del Genio militare catturato dai tedeschi nei primissimi giorni successivi all'armistizio dell'8 settembre 1943. Deportato nel Reich, internaro con lo stato di IMI nello "Stalag VI C" costretto al lavoro coatto, quindi allo "Stalag VI J", nei pressi di Dorsten, dove muore il 21 maggio 1944).                                                                                          |

## Quattro Castella
| Pietra d'inciampo | Pietra d'inciampo                                                      | Pietra d'inciampo | Pietra d'inciampo | Note biografiche |
| Data di posa      | Luogo di posa                                                          | Stolpersteine     | Incisione | Note biografiche |
| ----------------- | ---------------------------------------------------------------------- | ----------------- | --- | --- |
| 22 gennaio 2024   | Via Cristoforo Colombo, 7 località Roncolo 44°38′32.98″N 10°30′18.94″E |                   | QUI ABITAVA RENATO LANZI NATO 1923 CATTURATO 9.9.1943 BRENNERO INTERNATO 1943 STALAG I B HOHENSTEIN MORTO 21.9.1945     | Renato Lanzi (Toano, 4 novembre 1923 - ???, 21 settembre 1945), soldato degli alpini catturato all'indomani della proclamzione dell'armistizio dell'8 settembre 1943; per il suo rifiuto di aderire alla RSI è deportato nel Reich, internato nello Stalag I-B nei pressi di Hohenstein. Liberato muore durante il viaggio di rimpatrio nel settembre 1945. |
| 24 gennaio 2025   | Via Giotto, 5 44°37′49.64″N 10°28′32.52″E                              |                   | QUI ABITAVA DOMENICO MONTANARI NATO 1913 CATTURATO 9.9.1943 INTERNATO 1943 STALAG X B SANDBOSTEL ASSASSINATO 14.10.1943 | Domenico Montanari (Quattro Castella, 26 febbraio 1913 - Stalag X B Sanbostel, 14 ottobre 1943), . |

## Reggio Emilia
Nella città di Reggio Emilia sono state poste 22 pietre d'inciampo tra il 2015 e il 2024. Le biografie dei deportati sono state ricostruite col coinvolgimento di classi di diverse scuole del capoluogo provinciale: l'Istituto di Istruzione Superiore Angelo Motti, l'Istituto Tecnico Scaruffi-Levi, l'Istituto Professionale Filippo Re, il Liceo Ariosto-Spallanzani, l'Istituto Galvani-Iodi, l'Istituto Antonio Zanelli e il Liceo Matilde di Canossa. Oltre ad esse hanno partecipato anche classi dell'Istituto Cattaneo-Dall'Aglio di Castelnovo ne' Monti e dell'Istituto Piero Gobetti di Scandiano.
| Pietra d'inciampo | Pietra d'inciampo                                            | Pietra d'inciampo | Pietra d'inciampo | Note biografiche |
| Data di posa      | Luogo di posa                                                | Stolpersteine     | Incisione | Note biografiche |
| ----------------- | ------------------------------------------------------------ | ----------------- | --- | --- |
| 9 gennaio 2015    | Viale Montegrappa 18 44°41′39.01″N 10°38′09.37″E             |                   | QUI ABITAVA ADA CORINALDI NATA 1877 ARRESTATA 4.12.1943 CARCERE REGGIO EMILIA INTERNATA FOSSOLI CAMPO DEPORTATA 1944 AUSCHWITZ ASSASSINATA 26.2.1944            | Ada Corinaldi (Reggio Emilia 3 marzo 1877 - Auschwitz 26 febbraio 1944), casalinga, nubile, viveva assieme alle sorelle. Ebrea, venne arrestata da poliziotti italiani e Feldgendarmen tedeschi il 4 dicembre 1943 assieme alle sorelle, tradotte nelle carceri cittadine, dove rimasero un giorno prima di essere trasferite probabilmente al Casino Nobili di Villa Cavazzoli, punto di raccolta degli ebrei catturati a Reggio. Dopo l'arresto la loro abitazione venne saccheggiata da cittadini reggiani alla ricerca di un facile guadagno. Il 16 febbraio 1944 vennero prelevate e deportate prima a Fossoli e di lì il 22 febbraio ad Auschwitz. Furono uccise all'arrivo. |
| 9 gennaio 2015    | Viale Montegrappa 18 44°41′39.01″N 10°38′09.37″E             |                   | QUI ABITAVA BICE CORINALDI NATA 1883 ARRESTATA 4.12.1943 CARCERE REGGIO EMILIA INTERNATA FOSSOLI CAMPO DEPORTATA 1944 AUSCHWITZ ASSASSINATA 26.2.1944           | Bice Corinaldi (Reggio Emilia 16 dicembre 1873 - Auschwitz 26 febbraio 1944), casalinga. Venne arrestata, deportata e uccisa assieme alle sorelle. |
| 9 gennaio 2015    | Viale Montegrappa 18 44°41′39.01″N 10°38′09.37″E             |                   | QUI ABITAVA OLGA CORINALDI NATA 1888 ARRESTATA 4.12.1943 CARCERE REGGIO EMILIA INTERNATA FOSSOLI CAMPO DEPORTATA 1944 AUSCHWITZ ASSASSINATA 26.2.1944           | Olga Corinaldi (Reggio Emilia 9 agosto 1888 - Auschwitz 26 febbraio 1944), casalinga. Venne arrestata, deportata e uccisa assieme alle sorelle. |
| 9 gennaio 2015    | Via Monzermone 8 44°41′59.14″N 10°37′44″E                    |                   | QUI ABITAVA BEATRICE RAVÀ IN RIETTI NATA 1877 ARRESTATA 4.12.1943 CARCERE REGGIO EMILIA INTERNATA FOSSOLI CAMPO DEPORTATA 1944 AUSCHWITZ ASSASSINATA 26.2.1944  | Beatrice Ravà (Reggio Emilia 1 maggio 1877 - Auschwitz 26 febbraio 1944), affittacamere, vedova, viveva assieme alle figlie nubili. Venne arrestata da poliziotti italiani e Feldgendarmen tedeschi il 4 dicembre 1943 assieme alle figlie e tutte quante vennero tradotte prima nel Carcere di San Tommaso e poi furono probabilmente internate nel Casino Nobili a Villa Cavazzoli. Il 16 febbraio vennero prelevate assieme agli altri ebrei reggiani e portate a Fossoli, da dove il 22 febbraio furono deportate ad Auschwitz. Venne uccisa all'arrivo. |
| 9 gennaio 2015    | Via Monzermone 8 44°41′59.14″N 10°37′44″E                    |                   | QUI ABITAVA ILMA RIETTI NATA 1913 ARRESTATA 4.12.1943 CARCERE REGGIO EMILIA INTERNATA FOSSOLI CAMPO DEPORTATA 1944 AUSCHWITZ ASSASSINATA 26.2.1944              | Ilma Rietti (Reggio Emilia 9 maggio 1913 - Auschwitz 26 febbraio 1944), telefonista presso la TIMO, licenziata nel 1938 in seguito alla promulgazione delle leggi razziali. Il 4 dicembre 1943 al momento dell'arrivo degli agenti inizialmente si nascose in casa, ma poi la madre e la sorella la chiamarono dicendo "Siamo nelle mani del Signore, dobbiamo stare assieme...". Venne così arrestata e deportata assieme a loro. Ad Auschwitz venne inizialmente destinata assieme alla sorella per il campo di lavoro, mentre la madre venne caricata su un camion, che, a loro insaputa, l'avrebbe portata alla camera a gas. Le due sorelle però, per lo stesso impulso a condividere la sorte tutte assieme, rincorsero il camion pregandole di farle salire. Vennero fatte salire e uccise all'arrivo. |
| 9 gennaio 2015    | Via Monzermone 8 44°41′59.14″N 10°37′44″E                    |                   | QUI ABITAVA IOLE RIETTI NATA 1910 ARRESTATA 4.12.1943 CARCERE REGGIO EMILIA INTERNATA FOSSOLI CAMPO DEPORTATA 1944 AUSCHWITZ ASSASSINATA 26.2.1944              | Iole Rietti (Reggio Emilia 22 gennaio 1910 - Auschwitz 26 febbraio 1944), casalinga. Venne arrestata, deportata e uccisa assieme a madre e sorella. |
| 9 gennaio 2015    | Via Monzermone 10 44°41′59.59″N 10°37′44.27″E                |                   | QUI ABITAVA ORESTE SINIGAGLIA NATO 1881 ARRESTATO 2.12.1943 CARCERE REGGIO EMILIA INTERNATO FOSSOLI CAMPO DEPORTATO 1944 AUSCHWITZ ASSASSINATO 26.2.1944        | Oreste Sinigaglia (Milano 11 dicembre 1881 - Auschwitz 26 febbraio 1944), commerciante in mobili. Venne arrestato da poliziotti italiani e Feldgendarmen tedeschi il 2 dicembre 1943. Venne portato dapprima nel Carcere di San Tommaso e poi nel Casino Nobili di Villa Cavazzoli. Di lì il 16 febbraio 1944 venne trasportato a Fossoli e il 22 febbraio venne messo sul treno per Auschwitz. Fu ucciso all'arrivo. |
| 9 gennaio 2015    | Via Emilia San Pietro 22 44°41′49.57″N 10°38′06.8″E          |                   | QUI ABITAVA BENEDETTO MELLI NATO 1890 ARRESTATO 8.12.1943 CARCERE VARESE INTERNATO FOSSOLI CAMPO DEPORTATO 1944 AUSCHWITZ ASSASSINATO 26.2.1944                 | Benedetto Melli (Modena 17 gennaio 1890 - Auschwitz 26 febbraio 1944), commerciante in biancheria. Membro degli organi direttivi della locale corporazione fascista dell'abbigliamento, nel 1939, dopo l'approvazione delle leggi razziali, venne "discriminato": poté dunque continuare la propria attività, ma fu costretto a dimettersi dagli incarichi corporativi. Dopo l'8 settembre 1943 lui e la moglie dapprima sfollarono a Scandiano, poi ai primi di dicembre, grazie all'aiuto dell'amico antifascista Durante Gallinari, tentarono la fuga in Svizzera, dove avrebbero raggiunto il figlio. Una volta raggiunta la frontiera però, complice la frattura della gamba di Lina, non riuscirono a riparare nel paese elvetico e l'8 dicembre vennero arrestati a Porto Ceresio (VA), grazie anche a fascisti reggiani che li riconobbero. Vennero quindi incarcerati a Varese e di lì portati a Fossoli, dove Benedetto venne eletto rappresentante degli internati. Il 22 febbraio 1944 vennero fatti salire sullo stesso treno piombato degli altri ebrei reggiani. Fu ucciso all'arrivo.                                                 |
| 9 gennaio 2015    | Via Emilia San Pietro 22 44°41′49.57″N 10°38′06.8″E          |                   | QUI ABITAVA LINA JACCHIA IN MELLI NATA 1889 ARRESTATA 8.12.1943 CARCERE VARESE INTERNATA FOSSOLI CAMPO DEPORTATA 1944 AUSCHWITZ ASSASSINATA 26.2.1944           | Lina Jacchia (Modena 29 dicembre 1889 - Auschwitz 26 febbraio 1944), gestiva il negozio familiare assieme al marito. Seguì il marito nella tentata fuga e nella deportazione. Fu uccisa all'arrivo nel campo di sterminio. |
| 13 gennaio 2016   | Via Emilia San Pietro 22 44°41′49.57″N 10°38′06.8″E          |                   | QUI ABITAVA GIORGIO MELLI NATO 1919 PERSEGUITATO LEGGI RAZZISTE ITALIANE 1938 RIFUGIATO SVIZZERA                                                                | Giorgio Melli (Reggio Emilia 29 novembre 1919 - Verona 1977), figlio di Benedetto e di Lina Jacchia. Nel 1938 in seguito alle leggi razziali fasciste gli era stato negato l'accesso alle università italiane ed era dunque emigrato a Losanna, in Svizzera, dove nel 1943 si laureò in ingegneria chimica. Non è chiaro se vide direttamente l'arresto dei genitori dall'altra parte del confine oppure se ne ebbe notizia in seguito, ma ne ebbe un colpo tremendo. Inizialmente si rifugiò nello studio, laureandosi in scienze politiche a Ginevra nel 1948, dopodiché torno nella città natale. Qui però, quando si rese conto che i genitori non sarebbero più tornati, il trauma subito si aggravò. Si disinteressò delle proprietà, requisite dalle autorità fasciste nella primavera 1944 e recuperate dallo zio materno dopo la Liberazione, e non riuscì a integrarsi nella vita civile, soffrendo di crescenti fobie e incubi ricorrenti. Nel 1960 verrà ricoverato nella clinica psichiatrica di Villa Santa Chiara a Verona, dove morirà a 58 anni.                                                                                     |
| 13 gennaio 2016   | Via Roma 7 44°41′56.63″N 10°38′02.73″E                       |                   | QUI ABITAVA IDA LIUZZI NATA 1877 PERSEGUITATA LEGGI RAZZISTE ITALIANE 1938 NASCOSTA ALBINEA 1943 MORTA 16.8.1944                                                | Ida Liuzzi (Reggio Emilia 22 giugno 1877 - Borzano 16 agosto 1944), nubile, viveva da sola. Durante la guerra era malata e veniva accudita dalla domestica, che il questore nel 1938 le aveva concesso di tenere in deroga alle leggi razziali che vietavano agli ebrei di avere non ebrei come domestici. Dopo l'8 settembre 1943 venne nascosta dalla domestica in un fienile in località Borgo presso Borzano di Albinea, dove morì. Con la complicità dei custodi, venne inumata clandestinamente nel cimitero ebraico di Reggio Emilia, dove riposa tuttora. |
| 13 gennaio 2016   | Via Umberto Cagni 4 44°42′14.73″N 10°37′41.54″E              |                   | QUI ABITAVA DANTE PADOA NATO 1883 PERSEGUITATO LEGGI RAZZISTE ITALIANE 1938 NASCOSTO COSTABONA 1943 MORTO 4.8.1944                                              | Dante Padoa (Reggio Emilia 3 marzo 1883 - Costabona di Villa Minozzo 4 agosto 1944), direttore dell'ufficio ragioneria delle Regie Poste di Reggio Emilia. Nel 1938, per effetto delle leggi razziali, venne licenziato e sfrattato dall'appartamento in Via Cagni in cui viveva con moglie e figli, poiché riservato ai dipendenti delle Poste. La famiglia dovette così trasferirsi e vivere del solo salario della figlia Vera, impiegata presso un'azienda privata, oltre che delle lezioni private date dal figlio Lazzaro. Nell'estate 1943 tutta la famiglia tornò a Scandiano, città d'origine della moglie. Dopo l'8 settembre 1943 prima il figlio e poi il resto della famiglia, assieme a una cognata, si rifugiarono nell'appennino: prima a Quara, poi, grazie alla rete di aiuto di Don Enzo Boni Baldoni e di Maria Bertolini, vedova Fioroni, a Costabona di Villa Minozzo, in località Montecchio, presso una famiglia contadina. In quel periodo il loro appartamento reggiano venne razziato. Dante Padoa morì di infarto durante il grande rastrellamento condotto dai tedeschi sul territorio della Repubblica di Montefiorino. |
| 13 gennaio 2016   | Via Baruffo 1 44°41′38.52″N 10°37′53.69″E                    |                   | QUI ABITAVA PAOLO BONAVENTURA NATO 1870 PERSEGUITATO LEGGI RAZZISTE ITALIANE 1938 ARRESTATO 4.12.1943 CARCERE REGGIO EMILIA MORTO 13.2.1944                     | Paolo Bonaventura (Livorno 26 luglio 1870 - Reggio Emilia 13 febbraio 1944), professore di matematica. Dopo aver già prestato servizio come preside in vari istituti tecnici, mentre era in carica presso l'Istituto Tecnico "Buonarroti" di Arezzo si era distinto per atteggiamenti antifascisti (si era rifiutato di aprire la scuola per ospitare i fascisti durante la Marcia su Roma, venendo per questo pesantemente malmenato, e successivamente non aveva voluto intonare Giovinezza) e per questo motivo nel 1927 era stato rimosso dall'incarico e retrocesso a professore, destinato all'Istituto Secchi di Reggio Emilia. Ebreo, dopo le leggi razziali divorziò dalla moglie, convertitasi al cristianesimo. Viveva dunque solo quando, nel febbraio 1944, venne trovato morto nel proprio appartamento. |
| 14 gennaio 2017   | Fogliano, Via William Bertoni 14 44°38′45.72″N 10°38′56.43″E |                   | QUI ABITAVA WILLIAM BERTONI NATO 1926 ARRESTATO 7.8.1944 CARCERE TEDESCO SASSUOLO DEPORTATO 1944 ANSBACH MORTO 18.3.1945                                        | William Bertoni (Reggio Emilia 16 aprile 1926 - Ansbach 18 marzo 1945). Venne catturato dai tedeschi durante un rastrellamento di civili a Fogliano, dove abitava, assieme ad altri 20 compaesani, venendo poi deportato in un campo di lavoro nella fabbrica di munizioni militari di Langlau. Probabilmente a causa delle condizioni in cui si era internato, iniziò a dare qualche segno di squilibrio mentale, e venne quindi portato dai tedeschi nell'ospedale della vicina cittadina di Ansbach. Morì pochi giorni dopo il ricovero. Nel 1988 gli è stata intitolata la strada dove risiedeva con genitori e fratelli prima della deportazione. |
| 14 gennaio 2017   | Via del Portone 8 44°41′52.23″N 10°37′34.23″E                |                   | QUI ABITAVA GIOVANNI GANASSI NATO 1911 CATTURATO 8.9.1943 CARCERE UDINE DEPORTATO 1943 KÖNIGSBERG ASSASSINATO 8.1.1945                                          | Giovanni Ganassi (Reggio Emilia 28 giugno 1911 - Königsberg 8 gennaio 1945), marconista, comunista. Venne richiamato alle armi una prima volta nel 1935, mandato in Eritrea col 7º Reggimento genio durante la Guerra d'Etiopia. Al ritorno si sposò con Dorina Storchi, che in seguitò sarà una nota partigiana. Nel 1940 fu nuovamente arruolato, prima nell'11º Reggimento Genio e poi in una compagnia marconisti aggregata all'XI Corpo d'armata, partecipando alle operazioni militari sul Fronte Jugoslavo. L'11 settembre 1943 in seguito all'annuncio dell'armistizio fu catturato a Circhina dai tedeschi e deportato a Königsberg, dove un anno e mezzo dopo morì. La causa della morte comunicata dai tedeschi fu un bombardamento, ma da altre testimonianze risulta che venne fucilato per aver tentato di mettersi in contatto con l'Armata Rossa che stava avanzando nella Prussia Orientale. |
| 14 gennaio 2017   | Via Antonio Piccinini 3 44°42′16.68″N 10°37′32.37″E          |                   | QUI ABITAVA ETTORE GUIDETTI NATO 1908 ARRESTATO 8.8.1944 OFFICINE MECCANICHE REGGIANE DEPORTATO 1944 BUCHENWALD ASSASSINATO 14.2.1945                           | Ettore Guidetti (Reggio Emilia 19 giugno 1908 - Weimar 9 febbraio 1945), collaudatore presso le Officine Meccaniche Reggiane. Membro della rete partigiana clandestina interna alla fabbrica, il 10 agosto 1944 venne rastrellato dai tedeschi assieme ad altri 30 operai specializzati delle Reggiane e deportato. Durante il viaggio però riuscì a fuggire presso Bernburg, tentando di tornare a piedi verso l'Italia, ma venne arrestato a Salisburgo e poi deportato e internato prima nel campo di concentramento di Dachau e poi in quello di Buchenwald. Venne poi distaccato nel sottocampo presso la Gustloffwerke, una fabbrica di armi a Weimar, dove morì durante un bombardamento della fabbrica. |
| 14 gennaio 2017   | Viale Risorgimento 24 44°41′34.75″N 10°38′17.68″E            |                   | QUI ABITAVA MARIO SGUAZZINI NATO 1911 CATTURATO 10.9.1943 ATENE DEPORTATO 1943 AMBURGO MORTO 18.6.1944                                                          | Mario Sguazzini (Reggio Emilia 5 giugno 1911 - Amburgo 18 giugno 1944), tornitore. Richiamato alle armi una prima volta nel 1936, partecipò alla Guerra d'Etiopia col 10º Reggimento genio fino al 1937. Nel 1941 venne richiamato nuovamente ed inviato col 6º Reggimento genio sul Fronte greco-albanese, venendo successivamente aggregato al Comando della 11ª Armata ad Atene. Qui in seguito all'annuncio dell'armistizio venne catturato dai tedeschi il 10 settembre 1943 e deportato in Germania, prima nello Stalag X-B presso Sandbostel, e poi nello Stalag X-A, da dove venne distaccato ad Amburgo, dove morì durante un bombardamento aereo alleato. È sepolto nel cimitero militare italiano della città anseatica. |
| 25 gennaio 2020   | Coviolo, via Oliviero Ruozzi 25 44°40′18.16″N 10°34′34.44″E  |                   | QUI ABITAVA ADOLFO ROSSI NATO 1924 CATTURATO 8.9.1943 VERONA DEPORTATO 1943 STALAG XI B EMMERTHAL HAMELN ASSASSINATO 18.4.1944                                  | Adolfo Rossi (Coviolo di Reggio Emilia 22 agosto 1924 - Hameln 18 aprile 1944), tornitore. Arruolato pochi giorni prima nel 11º Reggimento genio, dopo l'8 settembre 1943 venne catturato dai tedeschi e deportato nello Stalag XI-B a Fallingbostel e di qui distaccato in un sottocampo presso Emmerthal. Il 22 marzo venne ricoverato per peritonite nell'ospedale da campo di Hameln per prigionieri di guerra, dove morì nel mese successivo. |
| 27 gennaio 2020   | via Emilia Ospizio 52 44°41′34.66″N 10°38′54.42″E            |                   | QUI ABITAVA AROLDO MONTANARI NATO 1916 ARRESTATO 23.11.1944 CARCERE DI CIANO INTERNATO BOLZANO DEPORTATO MAUTHAUSEN-GUSEN ASSASSINATO 20.4.1945                 | Aroldo Montanari (Correggio 10 gennaio 1916 - Gusen 20 aprile 1945), barbiere ed operaio. Richiamato una prima volta nel 1940 nel 3º Reggimento di Artiglieria d'Armata, nel dicembre 1940 fu congedato, venendo richiamato nuovamente soltanto nell'agosto 1943. Dopo l'8 settembre 1943 riuscì a sottrarsi alla cattura e tornò nel territorio reggiano. Nell'aprile 1944 entrò nelle formazioni partigiane gravitanti attorno a Villa Sesso, per poi salire in montagna nell'agosto, dove si unì col nome di battaglia Nando a quella che diverrà la 32ª brigata Garibaldi (poi rinominata 144ª Brigata Garibaldi “A. Gramsci”), divenendo commissario politico del Distaccamento Amendola. Il 21 novembre 1944, tentando di sottrarsi a un rastrellamento, il Distaccamento ebbe 4 morti ed altrettanti prigionieri, tutti immediatamente fucilati tranne Montanari, che fu incarcerato, probabilmente a Ciano d'Enza e torturato. Successivamente fu tradotto nel Carcere di San Francesco a Parma e di qui deportato nel campo di Bolzano. Il 4 febbraio 1945 fu trasferito a Mauthausen e di qui nel sottocampo di Gusen. Non sopravvisse.     |
| 29 gennaio 2020   | via Nicomede Bianchi 2 44°41′24.78″N 10°37′41.98″E           |                   | QUI ABITAVA RENZO BERTANI NATO 1910 CATTURATO 8.9.1943 CRETA ASSASSINATO 8.2.1944                                                                               | Renzo Bertani (Reggio Emilia 3 dicembre 1910 - Mar Egeo 8 febbraio 1944), medico. Ex difensore della Reggiana nella stagione 1928-1929, nel secondo conflitto mondiale venne arruolato come tenente medico nella 51ª Divisione fanteria "Siena" di stanza a Creta nella zona di occupazione italiana dell'isola. Catturato dai tedeschi dopo l'8 settembre 1943, nel febbraio 1944 venne caricato sul piroscafo Petrella per essere trasportato come IMI sul continente, ma il giorno 8 la nave venne affondata da sommergibili britannici. I tedeschi impedirono ai prigionieri italiani di uscire dalla stiva e la maggior parte di essi morì, tra cui anche Bertani, il cui corpo verrà ritrovato sulle spiagge cretesi. È sepolto nel cimitero monumentale di Reggio Emilia. |
| 27 gennaio 2023   | Via del Gattaglio, 1 44°41′40.95″N 10°37′17.6″E              |                   | QUI ABITAVA LUIGI BELLELLI NATO 1924 CATTURATO 25.6.1944 SAN GIOVANNI DI QUERCIOLA DEPORTATO ASSASSINATO 22.12.1944 KAHLA                                       | Luigi Bellelli (Reggio Emilia, ??? 1924 - Kahla, 22 dicembre 1944), arrestato dai nazifascisti nel corso dell'Operazione Wallenstein a San Giovanni di Querciola, è deportato nel Reich e costretto al lavoro sotterrano presso Kahla funzionale alla realizzazione del progetto di proteggere sottoterra i macchinari per la produzione degli aerei Messerschmitt Me 262. Muore il 22 dicembre 1944. |
| 19 gennaio 2024   | Viale Simonazzi, 2 44°41′24.96″N 10°37′59.87″E               |                   | QUI ABITAVA BRUNO FARRI NATO 1917 CATTURATO 9.9.1943 LJUBLJANA INTERNATO 1943 STALAG XX A TORUN STALAG VIII C ZAGAN STALAG VIII A GÖRLITZ ASSASSINATO 16.4.1944 | Bruno Farri (Montecchio Emilia, 10 agosto 1817 - Görlitz, 16 aprile 1944), soldato d'Artiglieria, catturato dai tedeschi a Lubiana immediatamente dopo l'armistizio dell'8 settembre 1943, per il suo rifiuto di aderire alla RSI è deportato nel Reich in condizione di IMI. Dopo il passaggio in alcuni campi di lacoro, termina la sua esistenza nello Stalag VIII-A nei pressi di Görlitz il 16 aprile 1944. Riposa nel Cimitero militare italiano a Varsavia. |

## Rio Saliceto
A Rio Saliceto sono posate 6 pietre d'inciampo.
| Pietra d'inciampo | Pietra d'inciampo                                                                       | Pietra d'inciampo | Pietra d'inciampo | Note biografiche |
| Data di posa      | Luogo di posa                                                                           | Stolpersteine     | Incisione | Note biografiche |
| ----------------- | --------------------------------------------------------------------------------------- | ----------------- | --- | --- |
| 20 aprile 2022    | Via San Lodovico, 56 44°48′00.25″N 10°46′45.91″E                                        |                   | QUI ABITAVA BRUNO FRIGGERI NATO 1912 CATTURATO 24.9.1943 FIUME INTERNATO 1943 STALAG VI C BATHORN STALAG VI A HEMER ASSASSINATO 4.3.1944                    | Bruno Friggeri (Cadelbosco di Sopra, 2 marzo 1912 - Stalag VI-A Hemer, 4 marzo 1944), figlio di Michele e Clementina, famiglia numerosa di mezzadri trsferitisi a Rio Saliceto da Novellara nel 1939, fratello di Delmino Friggeri, entrambi chiamati alle armi e arruolati in Fanteria Bruno, nei Granatieri il fratello Delmino. Dopo l'armistizio dell'8 settembre 1943 Bruno è catturato dai tedeschi a Fiume e al suo rifiuto di arruolarsi nel loro esercito è deportato nel Reich. Internato prima nello Stalag VI-C Bathorn,, quindi trasferito nello Stalag VI-A presso Hemer, dove muore il 4 marzo 1944. È sepolto nel Cimitero militare italiano di Francoforte sul Meno                   |
| 20 aprile 2022    | Via San Lodovico, 56 44°48′00.25″N 10°46′45.91″E                                        |                   | QUI ABITAVA DELMINO FRIGGERI NATO 1919 CATTURATO 8.9.1943 ROMA INTERNATO 1943 STALAG I F SUDAUEN STALAG VIII A GÜRLITZ ASSASSINATO 26.5.19441               | Delmino Friggeri (Cadelbosco di Sopra, 8 luglio 1919 - Stalag VIII-A Görlitz, 26 maggio 1944), figlio di Michele e Clementina, famiglia numerosa di mezzadri trsferitisi a Rio Saliceto da Novellara nel 1939, fratello di Bruno Friggeri, entrambi chiamati alle armi e arruolati nei Granatieri Delmino, in Fanteria il fratello Bruno. Dopo l'armistizio dell'8 settembre 1943 Delmino è catturato dai tedeschi a Roma e al suo rifiuto di arruolarsi nel loro esercito è deportato nel Reich. Internato prima nello Stalag I-F nei pressi di Sudauen, quindi trasferito nello Stalag VIII-A nei pressi di Görlitz dove muore il 26 maggio 1944. Riposa nel cimitero militare italiano di Bielany_. |
| 1 febbraio 2024   | Via Cà de Frati, 70 44°50′58.2″N 10°49′40″E                                             |                   | QUI ABITAVA TULLIO VINCETTI NATO 1914 CATTURATO 9.9.1943 GORIZIA INTERNATO 1943 STALAG XX A TORUN STALAG VIII B LAMSDORF ASSASSINATO 13.3.1944              | Tullio Vincetti (Rio Saliceto, 21 maggio 1914 - Stalag VIII-B, Lamsdorf, 13 marzo 1944), caporale d'artiglieria, catturato dai tedeschi all'indomani della proclamazione dell'armistizio dell'8 settembre 1943, al suo rifiuto di aderire alla RSI è deportato nel Reich in condizione di IMI, internato prima nello Stalag XX-A, quindi Stalag VIII-B nei pressi di Lamsdorf, dove muore il 13 marzo 1944. |
| 1 febbraio 2024   | Via Cà de Frati, 17 44°48′58.78″N 10°48′18.51″E                                         |                   | | Roberto Iotti (Rio Saliceto, 11 aprile 1913 - Bílina, 24 marzo 1944) |
| 27 gennaio 2025   | Via Cà de Frati, 45 nei pressi della Chiesa di Sant’Antonio 44°50′24.83″N 10°48′59.67″E |                   | QUI ABITAVA VENERIO BOTTI NATO 1920 CATTURATO 9.9.1943 DUBROVNIK INTERNATO 1943 STALAG VI C BATHORN, VI B VERSEN, VI F BOCHOLT ASSASSINARO 15.8.1944 THUINE | Venerio Botti (Novellara, 31 gennaio 1920 - Thuine, 15 agosto 1944), figlio di Riccardo e Zita Bottazzi. Arrestato immediatamente dopo l'armistizio dell'8 settembre 1943, subisce la deportazione nel Reich e l'internamento nello "Stalag VI C Bathorn" prima, quindi "Stalag VI B Versen", infine "Stalag VI F Bocholt". Muore il 15 agosto 1944 a Thuine. |
| 27 gennaio 2025   | Via Affarosa, 2 44°48′55.4″N 10°47′11.74″E                                              |                   | QUI ABITAVA OLINTO GUALTIERI NATO 1909 CATTURATO 9.9.1943 BISTERZA INTERNATO 1943 STALA VI C BATHORN STALAG VI D DORTMUND ASSASSINARO 5.6.1944              | Olinto Gualtieri (Campagnola Emilia, 2 giugno 1909 - Stalag VI D Drtmund, 5 giugno 1944), figlio di Francesco. Arrestato immediatamente dopo l'armistizio dell'8 settembre 1943, subisce la deportazione nel Reich e l'internamento nello "Stalag VI C Bathorn" prima, quindi "Stalag VI D Drtmund". Assassinato il 5 giugno 1944. Riposa nel Cimitero militare italiano di Francoforte sul Meno. |

## Rolo
| Pietra d'inciampo | Pietra d'inciampo                               | Pietra d'inciampo | Pietra d'inciampo | Note biografiche                                                         |
| Data di posa      | Luogo di posa                                   | Stolpersteine     | Incisione | Note biografiche                                                         |
| ----------------- | ----------------------------------------------- | ----------------- | --- | ------------------------------------------------------------------------ |
| 2 febbraio 2024   | Via Roma, 60 44°53′06.7″N 10°51′39.2″E          |                   | QUI ABITAVA GIUSEPPE CORRADI NATO 1922 DEPORTATO 1943 PINEROLO INTERNATO 1943 STALAG III A LUCKENWALDE STALA IX C BAD SULZA MITTELBAU-DORA ASSASSINATO 26.4.1944 | Giuseppe Corradi (Rolo, 14 aprile 1922 - Mittelbau-Dora, 26 aprile 1944) |
| 2 febbraio 2024   | Via Campogrande, 56 44°52′59.96″N 10°51′11.36″E |                   | QUI ABITAVA NICOLA NEGRI NATO 1921 CATTURATO 9.9.1943 PATRASSO INTERNATO 1943 BERLINO MORTO 22.11.1945 OSPEDALE MILITARE DI MODENA                               | Nicola Negri                                                             |

## Rubiera
| Pietra d'inciampo | Pietra d'inciampo                                                                      | Pietra d'inciampo | Pietra d'inciampo | Note biografiche |
| Data di posa      | Luogo di posa                                                                          | Stolpersteine     | Incisione | Note biografiche |
| ----------------- | -------------------------------------------------------------------------------------- | ----------------- | --- | --- |
| 20 aprile 2022    | Via Fontana, 86 44°35′26.11″N 10°40′31.73″E                                            |                   | QUI ABITAVA VALENTINO PARMEGGIANI NATO 1923 CATTURATO 8.9.1943 GRECIA INTERNATO 1943 STALAG II B HAMMERSTEIN STALAG VI D DORTMUND ASSASSINATO 25.5.1944 | Valentino Parmeggiani (Modena, 29 aprile 1923 - Stalag VI-D,Dortmund, 25 aprile 1944), contadino mezzadro fino al 10 settembre 1942, allorché è arruolato nel 10º Reggimento Autieri, autista di ambulanza sul fronte albanese e in Grecia. In questo territorio è catturato dalle forze armate tedesche il giorno stesso della proclamazione dell'armistizio dell'8 settembre 1943. Internato nel campo di prigionia di Hammerstein, (Czarne) in Polonia, poi trasferito nello Stalag VI-D presso Dortmund, dove muore il 25 Maggio 1944 per un collasso cardiaco causato dall’aver mangiato troppo velocemente il contenuto di un pacco di viveri che gli era stato recapitato, in una situazione di persistente malnutrizione e grave deperimento organico. |
| 20 gennaio 2024   | Via Platone zona orti sociali comunali 44°39′40.8″N 10°46′09″E                         |                   | QUI ABITAVA VITO ANNOVI NATO 1912 CATTURATO SETT. 1943 INTERNATO 1943 ROTTENMANN ASSASSINATO 7.3.1945                                                   | Vito Annovi (Rubiera, 2 agosto 1912 - Rottenmann, 7 marzo 1945), figlio di Aldino e Adelina Coppelli; militare di carriera arruolatosi nel 1933, catturato dai tedeschi nei Balcani dove è di stanza il suo reparto, all'indomani dell'armistizio dell'8 settembre 1943. Al suo rifiuto di aderire alla RSI è deportato nel Reich in condizione di IMI, internato nel campo di Rottenmann. Muore al campo il 7 marzo 1945. Riposa nel Cimitero militare italiano di Mauthausen. |
| 27 aprile 2024    | Via Sant'Agata, 13 località Sant'Agata nei pressi della chiesa 44°42′05.2″N 10°47′49″E |                   | QUI ABITAVA GUIDO SIGHINOLFI NATO 1921 CATTURATO 8.9.1943 BOLOGNA INTERNATO 1943 STALAG II B HAMMERSTEIN STALAG III-A LUCKENWAKDE MORTO 5.8.1945        | Guido Sighinolfi (Nonantola, 13 aprile 1921 - Stalag III-A, Luckenwalde, 5 agosto 1945), arruolato nel 1941, inviato a Bengasi, poi è a Bologna nel 1943 come meccanico aggregato al Parco Automobilistico. Dopo l'armistizio dell'8 settembre 1943, rifiutatosi di aderire alla RSI è deportato nel Reich in condizione di IMI nello Stalag III-A, nei pressi di Luckenwalde. Muore il 5 agosto 1945, debilitato e consumato dalla prigionia quattro mesi dopo la liberazione del campo. |

## Sant'Ilario d'Enza
A Sant'Ilario d'Enza si trovano 8 pietre d'inciampo, posate tra 2018 e 2019. Le biografie dei deportati sono state ricostruite col coinvolgimento di classi dell'Istituto Silvio d'Arzo di Montecchio Emilia.
| Pietra d'inciampo | Pietra d'inciampo                                        | Pietra d'inciampo | Pietra d'inciampo | Note biografiche  |
| Data di posa      | Luogo di posa                                            | Stolpersteine     | Incisione | Note biografiche  |
| ----------------- | -------------------------------------------------------- | ----------------- | --- | ----------------- |
| 13 gennaio 2018   | Via Elio Manzotti 13 44°44′43.85″N 10°26′20.6″E          |                   | QUI ABITAVA REMO BERTANI NATO 1921 ARRESTATO 1944 SEDE SD PARMA DEPORTATO 1944 CAMPO DI BOLZANO MAUTHAUSEN-GUSEN ASSASSINATO 23.4.1945                     | Remo Bertani      |
| 13 gennaio 2018   | Via Matteotti 16 44°45′45.24″N 10°27′05.31″E             |                   | QUI ABITAVA CARLO BRAGLIA NATO 1921 ARRESTATO 22.11.1944 SEDE SD PARMA DEPORTATO 1944 CAMPO DI BOLZANO MAUTHAUSEN-GUSEN MORTO 15.4.1946 SANT'ILARIO        | Carlo Braglia     |
| 13 gennaio 2018   | Via Montello 46 44°44′51.68″N 10°25′59.58″E              |                   | QUI ABITAVA ARONNE MACCARI NATO 1915 ARRESTATO 16.11.1944 SEDE SD PARMA DEPORTATO 1944 CAMPO DI BOLZANO MAUTHAUSEN-GUSEN GEORGENMÜHLE ASSASSINATO 2.4.1945 | Aronne Maccari    |
| 13 gennaio 2018   | Via Val d’Enza 68 44°45′20.56″N 10°26′52.09″E            |                   | QUI ABITAVA BRUNO MAGNANI NATO 1917 ARRESTATO 15.11.1944 CASERMA CARABINIERI SANT'ILARIO SEDE SD PARMA ASSASSINATO 16.11.1944                              | Bruno Magnani     |
| 13 gennaio 2018   | Via Val d’Enza 108 44°45′18.91″N 10°26′51.53″E           |                   | QUI ABITAVA ARONNE OLIVA NATO 1921 ARRESTATO 2.10.1944 SEDE SD PARMA DEPORTATO 1944 CAMPO DI BOLZANO MAUTHAUSEN-GUSEN ASSASSINATO APRILE 1945              | Aronne Oliva      |
| 13 gennaio 2018   | Castellana, Via Imperiale 21 44°45′27.97″N 10°25′58.14″E |                   | QUI ABITAVA ROLANDO ROSI NATO 1908 ARRESTATO 22.11.1944 SEDE SD PARMA DEPORTATO 1944 CAMPO DI BOLZANO MAUTHAUSEN-GUSEN ASSASSINATO 24.2.1945               | Rolando Rosi      |
| 13 gennaio 2018   | Via Roma 20 44°45′41.54″N 10°26′54.15″E                  |                   | QUI ABITAVA BRUNO VELOCI NATO 1921 ARRESTATO 1944 SEDE SD PARMA DEPORTATO 1944 CAMPO DI BOLZANO MAUTHAUSEN-GUSEN ASSASSINATO 20.4.1945                     | Bruno Veloci      |
| 18 gennaio 2019   | Calerno, Via XXV luglio 44°44′39.1″N 10°29′56.82″E       |                   | QUI ABITAVA ARNALDO PASTARINI NATO 1924 ARRESTATO 4.11.1944 SEDE SD PARMA DEPORTATO 1944 CAMPO DI BOLZANO FLOSSENBÜRG ASSASSINATO 14.3.1945 OBERTRAUBLING  | Arnaldo Pastarini |

## Scandiano
A Scandiano si trovano 6 pietre d'inciampo, posate tra il 2022 e 2025.
| Pietra d'inciampo | Pietra d'inciampo                                                   | Pietra d'inciampo | Pietra d'inciampo | Note biografiche |
| Data di posa      | Luogo di posa                                                       | Stolpersteine     | Incisione | Note biografiche |
| ----------------- | ------------------------------------------------------------------- | ----------------- | --- | --- |
| 30 aprile 2022    | Via Ubersetto, 33 44°35′26.11″N 10°40′31.73″E                       |                   | QUI ABITAVA GUELFO FERRARI NATO 1915 ARRESTATO 12.9.1943 SCANDIANO INTERNATO STALAG III D BERLINO ASSASSINATO 25.4.1944 PERLEBERG                               | Guelfo Ferrari (Ca’ de’ Caroli, 19 gennaio 1915 - Perleberg, 25 aprile 1944), figlio di Giovanni e Letizia Cavallini, fabbro. Arruolato nel 1939 ad Avellino, trasferito nel 1942 a Ascoli Piceno, dopo l'armistizio dell'8 settembre 1943 fa ritorno a casa, ma ammalato di Tubercolosi. È arrestato in casa sua dai nazisti il 12 settembre 1943, al posto del fratellastro antifascista assente. Deportato nel Reich, internato nello Stalag III-D nei pressi di Berlino. Scoperta la malattia è trasferito all'ospedale per internati di Perleberg dove muore il 25 aprile 1944.                                                                                                   |
| 30 aprile 2022    | Piazza Spallanzani, 9 44°36′00.53″N 10°41′09.93″E                   |                   | QUI ABITAVA GUGLIELMO CORRADINI NATO 1896 ESULE 1922 FRANCIA COMBATTENTE IN SPAGNA INTERNATO 1939 ARGELES, GURS DEPORTATO 1941 MAUTHAUSEN ASSASSINATO 11.8.1941 | Guglielmo Corradini (Scandiano, 6 giugno 1896 - Gusen, 11 agosto 1941), bracciante, figlio di Anselmo e Benvenuta Prampolini, a causa della sua precoce adesione all'ideale socialista, attivo antifascista, è vittima delle aggressioni squadriste che nel 1922 lo costringono a riparare in Francia. Vi rimane fino al 1936 quando si arruola volontario in Spagna contro le falangi di Francisco Franco. Alla vittoria di questi ritorna in Francia, ma indesiderato, è internato nel campo di Gurs ed in seguito arruolato nell'esercito francese. All'occupazione tedesca è catturato e deportato nel Reich prigioniero a Mauthausen, quindi Gusen dove muore l'11 agosto 1941.   |
| 20 aprile 2024    | Via Bosco, 103 località Bosco 44°37′35.74″N 10°39′59.12″E           |                   | QUI ABITAVA ROMEO PILATI NATO 1914 CATTURATO 8.9.1943 RODI INTERNATO 1943 STALAG IX-B BAD ORB ASSASSINATO 31.7.1944                                             | Romeo Pilati (Casalgrande, 4 gennaio 1914 - Stalag IX-B, 11 agosto 1944), figlio di Giacomo Pilati e della sua prima moglie, famiglia di mezzadri. Presta servizio nell’esercito a partire dal 1936, raggiungendo il grado di Sergente di Fanteria, destinato dal giugno del 1940 alle operazioni militari nel Mediterraneo. il giorno stesso della proclamazione dell'armistizio dell'8 settembre 1943 è catturato dai tedeschi nell'isola di Rodi, deportato nel Reich internato in condizione di IMI nello Stammlager IX-B di Bad Orb, vicino a Francoforte. Le terribili condizioni dell'internamento ne causano la malattia, il tifo, che ne determina la morte l911 agosto 1944. |
| 20 aprile 2024    | Via Mezzaluna, 33, località Chiozza 44°35′47.7″N 10°42′22.5″E       |                   | QUI ABITAVA PRIMO CATTANI NATO 1920 CATTURATO 9.9.1943 TORTONA INTERNATO 1943 STALAG III-A LUCKENWALDE ASSASSINATO 20.4.1944                                    | Primo Cattani (Montericco, 15 giugno 1920 - Stalag III-A 20 marzo 1944), figlio di Giuseppe e Elisabetta Magnani. Nel maggio 1942 si arruola a Tortona, si sposa con Ines Bertolotti. Viene arrestato il giorno successivo alla proclamazione dell'armistizio dell'8 settembre 1943 ed al suo rifiuto di arruolarsi nella RSI è deportato nel Reich, internato nello Stalag III-A di Luckenwalde dove muore il 20 marzo 1944. |
| 25 gennaio 2025   | Via Ca' Fantuzzi, 9 località Pratissolo 44°37′03.95″N 10°40′36.63″E |                   | QUI ABITAVA GIACOMINO PRANDI NATO 1923 CATTURATO 8.9.1943 INTERNATO 1943 STALAG VI C BATHORN STALAG VI D DORTMUND ASSASSINATO 17.2.1944 THUINE                  | Giacomino Prandi (Scandiano, 25 settembre 1923 - Stalag VI D Dortmund, 17 febbraio 1944) |
| 25 gennaio 2025   | Via Lasagni, 27, località Cacciola 44°38′21.9″N 10°43′56.3″E        |                   | QUI ABITAVA GUERRINO FERRARI NATO 1920 CATTURATO 9.9.1943 INTERNATO 1943 STALAG XI-A ALTENGRABOW ASSASSINATO 20.2.1944 BERNBURG                                 | Guerrino Ferrari (Reggio Emilia, 13 settembre 1920 - Bernburg, 20 marzo 1944), arrestato il giorno successivo alla proclamazione dell'armistizio dell'8 settembre 1943 ed al suo rifiuto di arruolarsi nella RSI è deportato nel Reich, internato nello Stalag XI A Altengrabow, muore a Bernburg, sotto bombardamento alleato, il 20 febbraio 1944. |

## Toano
A Toano si trovano 8 pietre d'inciampo, posate tra 2018 e 2025: 5 di esse si trovano in località appartenenti alla frazione di Cerredolo, una in una località facente parte della frazione di Corneto, e infine un'altra in località facente capo alla frazione di Massa di Toano.
| Pietra d'inciampo | Pietra d'inciampo                                                                           | Pietra d'inciampo | Pietra d'inciampo | Note biografiche                                    |
| Data di posa      | Luogo di posa                                                                               | Stolpersteine     | Incisione | Note biografiche                                    |
| ----------------- | ------------------------------------------------------------------------------------------- | ----------------- | --- | --------------------------------------------------- |
| 12 gennaio 2018   | Corneto, Via Pala 19 44°25′03.45″N 10°34′15.8″E                                             |                   | QUI ABITAVA RENZO MONTECROCI NATO 1919 CATTURATO 9.9.1943 BRENNERO DEPORTATO 1943 AMBURGO MORTO 27.7.1944                                                             | Renzo Montecroci                                    |
| 12 gennaio 2018   | Cerredolo, località La Valle 44°24′13.59″N 10°36′43.17″E                                    |                   | QUI ABITAVA AGOSTINO IBATICI NATO 1909 CATTURATO 4.8.1944 CONSORZIO AGRARIO CERREDOLO INTERNATO CAMPO DI FOSSOLI DEPORTATO 1944 KAHLA, ERFURT ASSASSINATO 31.3.1945   | Agostino Ibatici                                    |
| 12 gennaio 2018   | Cerredolo, località La Corbella, Via Madonna del Buonconsiglio 1 44°23′50.8″N 10°36′50.93″E |                   | QUI ABITAVA DOMENICO B. DEBBIA NATO 1906 CATTURATO 8.8.1944 CONSORZIO AGRARIO CERREDOLO INTERNATO CAMPO DI FOSSOLI DEPORTATO 1944 KAHLA, ERFURT ASSASSINATO 31.3.1945 | Domenico Beniamino Debbia                           |
| 12 gennaio 2018   | Cerredolo, località La Corbella 44°23′46.19″N 10°36′48.17″E                                 |                   | QUI ABITAVA CELSO RUFFALDI NATO 1902 CATTURATO 1.8.1944 CONSORZIO AGRARIO CERREDOLO INTERNATO CAMPO DI FOSSOLI DEPORTATO 1944 KAHLA ASSASSINATO 22.1.1945             | Celso Ruffaldi                                      |
| 18 gennaio 2019   | Cerredolo, località La Corbella 44°23′46.19″N 10°36′48.17″E                                 |                   | QUI ABITAVA AURELIO RIGHI NATO 1896 CATTURATO 1.8.1944 CONSORZIO AGRARIO CERREDOLO INTERNATO FOSSOLI CAMPO DEPORTATO 1944 KAHLA ASSASSINATO 17.2.1945                 | Aurelio Righi                                       |
| 18 gennaio 2019   | Cerredolo, località La Corbella 44°23′46.19″N 10°36′48.17″E                                 |                   | QUI ABITAVA LINO RIGHI NATO 1907 CATTURATO 1.8.1944 CONSORZIO AGRARIO CERREDOLO INTERNATO FOSSOLI CAMPO DEPORTATO 1944 KAHLA ASSASSINATO 30.12.1944 STUKENBROCK       | Lino Righi                                          |
| 18 gennaio 2019   | Massa di Toano, località Cisana 44°23′34.17″N 10°35′26.32″E                                 |                   | QUI ABITAVA ROMANO RIGHI NATO 1889 CATTURATO 1.8.1944 CONSORZIO AGRARIO CERREDOLO INTERNATO FOSSOLI CAMPO DEPORTATO 1944 KAHLA ASSASSINATO 7.2.1945                   | Romano Righi                                        |
| 28 gennaio 2025   | Via Stiano, 6 località Stiano 44°23′47.78″N 10°32′41.6″E                                    |                   | QUI ABITAVA LUIGI GIANNASI NATO 1891 CATTURATO 4.8.1944 TOANO DEPORTATO 1944 KAHLA ASSASSINATO 2.5.1945                                                               | Luigi Giannasi (Toano, 1891 - Kahla, 2 maggio 1945) |

## Vetto
| Pietra d'inciampo | Pietra d'inciampo                                        | Pietra d'inciampo | Pietra d'inciampo                                                                                                | Note biografiche |
| Data di posa      | Luogo di posa                                            | Stolpersteine     | Incisione | Note biografiche |
| ----------------- | -------------------------------------------------------- | ----------------- | --- | --- |
| 31 gennaio 2024   | Via Rosano, 21 località Rosano 44°27′30.9″N 10°22′51.8″E |                   | QUI ABITAVA DOMENICO GIANSOLDATI NATO 1923 CATTURATO 3.8.1943 ROSANO DEPORTATO 1944 KAHLA ASSASSINATO 22.12.1944 | Domenico Giansoldati (Vetto, 16 dicembre 1923 - Kahla, 22 dicembre 1944), Brigadiere dei Carabinieri, nell’arma fino all proclamazione dell'armistizio dell'8 settembre 1943, quando decide di entrare in clandestinità appoggiando le attività resistenziali. Il 3 agosto 1944 Domenico ‘Mario’ Giansoldati incappa in un rastrellamento tedesco finalizzato a raccogliere lavoratori coatti per il Reich. Internato nel campo di Kahla, muore il 22 dicembre 1944. |

## Villa Minozzo
A Villa Minozzo si trovano 9 pietre d'inciampo, posate tra 2020 e 2022. All'interno del comune sono così suddivise tra le varie frazioni: 4 a Carniana, 3 a Minozzo, 1 per frazione a Costabona e Carù.
| Pietra d'inciampo | Pietra d'inciampo                                                 | Pietra d'inciampo | Pietra d'inciampo | Note biografiche |
| Data di posa      | Luogo di posa                                                     | Stolpersteine     | Incisione | Note biografiche |
| ----------------- | ----------------------------------------------------------------- | ----------------- | --- | --- |
| 20 gennaio 2020   | Carniana, Via San Matteo 1 44°23′19.81″N 10°27′57.05″E            |                   | QUI ABITAVA DOMENICO BORGHI NATO 1906 ARRESTATO 1944 INTERNATO FOSSOLI DEPORTATO 1944 KAHLA, ERFURT ASSASSINATO 25.3.1945 | Domenico Borghi |
| 20 gennaio 2020   | Carniana, Via San Matteo 36 44°23′20.44″N 10°27′56.44″E           |                   | QUI ABITAVA GINO DONADELLI NATO 1904 ARRESTATO 4.8.1944 INTERNATO FOSSOLI DEPORTATO 1944 KAHLA ASSASSINATO 18.3.1945      | Gino Donadelli |
| 20 gennaio 2020   | Rocca di Carniana, Via della Rocca 23 44°23′13.51″N 10°27′50.64″E |                   | QUI ABITAVA AGOSTINO PIGONI NATO 1893 ARRESTATO 30.7.1944 INTERNATO FOSSOLI DEPORTATO 1944 KAHLA ASSASSINATO APR.1945     | Agostino Pigoni |
| 20 gennaio 2020   | Minozzo, Via la Rocca 20 44°21′20.25″N 10°25′52.55″E              |                   | QUI ABITAVA GUIDO TACCHINI NATO 1892 ARRESTATO AGOSTO 1944 INTERNATO FOSSOLI DEPORTATO 1944 KAHLA ASSASSINATO 23.4.1945   | Guido Tacchini |
| 1 giugno 2021     | Carù, Via Laneto 10 44°21′50.01″N 10°22′32.79″E                   |                   | QUI ABITAVA FLAMINIO BERTINI NATO 1905 CATTURATO LUG. 1944 INTERNATO FOSSOLI DEPORTATO 1944 KAHLA ASSASSINATO 26.1.1945   | Flaminio Bertini |
| 1 giugno 2021     | Minozzo, Via Triglia 10 44°21′23.14″N 10°25′42.02″E               |                   | QUI ABITAVA PIETRO FARIOLI NATO 1906 CATTURATO 31.7.1944 INTERNATO FOSSOLI DEPORTATO 1944 KAHLA ASSASSINATO 4.12.1944     | Pietro Farioli |
| 1 giugno 2021     | Costabona, Via del Monte 34 44°20′53.56″N 10°29′29.15″E           |                   | QUI ABITAVA AMEDEO GAZZOTTI NATO 1911 CATTURATO LUG. 1944 INTERNATO FOSSOLI DEPORTATO 1944 KAHLA ASSASSINATO 22.1.1945    | Amedeo Gazzotti |
| 4 maggio 2022     | Via del Borgo, 9 località Minozzo 44°21′23.79″N 10°25′58.06″E     |                   | QUI ABITAVA FLORINDO FARIOLI NATO 1911 CATTURATO AGOSTO 1944 DEPORTATO 1944 KAHLA ASSASSINATO 2.4.1945                    | Florindo Farioli (Villa Minozzo, 16 maggio 1911 - Kahla, 2 aprile 1945), figlio di Domenico e Brigida Milani, contadino, coniugato con Ermelinda Albertini. Per evitare la cattura come lavoratore coatto da inviare nel Reich si nasconde come molti civili del luogo, sul monte Prampa, ma il desiderio di vedere il figlio appena nato ne causa la cattura il 31 luglio 1944, lungo il tragitto verso casa. L'inevitabile, seguente deportazione lo vede internato nel Lager di Kahla dove muore il 2 aprile 1945. |
| 4 maggio 2022     | Carniana                                                          |                   | QUI ABITAVA DANTE ADAMO GILIOLI NATO 1899 CATTURATO AGOSTO 1944 CARNIANA DEPORTATO 1944 KAHLA ASSASSINATO 9.1.1945        | Dante Adamo Gilioli (Castelnovo ne' Monti, 24 novembre 1899 - Kahla, 9 gennaio 1945), contadino mezzadro, coniugato con Maria Tincani. Caduto in mano tedesca in cerca di forza lavoro per il Reich, pare per delazione, è internato prima a Fossoli, quindi deportato nel campo di Kahla dove perde la vita. A posteriori, nel 1952, la data della sua morte fu stabilita al 9 gennaio 1945. |

### Esplicative
1. ↑  All'epoca Via Roma
2. ↑  All'epoca Piazza Vittorio Emanuele III
3. ↑  Secondo altre fonti dal novembre 1940 all'agosto 1943 lavorò a Berlino, arrivando a Niederschelden solo dopo l'internamento.
4. ↑  Altre fonti danno come luogo di nascita San Martino in Rio
5. ↑  All'epoca il civico era il 30
6. ↑  All'epoca il civico era l'85
7. ↑  All'epoca Viale 28 ottobre
8. ↑  All'epoca Via San Marco 13
9. ↑  All'epoca il civico era il 7
10. ↑  Alcune fonti danno la data di morte come ignota, vedi  Corinaldi, Olga, su CDEC Digital Library, CDEC.
11. ↑  All'epoca il civico era il n.6
12. ↑  All'epoca il civico era il n.8
13. ↑  All'epoca il civico era il n.28
14. ↑  All'epoca il civico era il n.7
15. ↑  All'epoca Villa Ospizio 52

### Bibliografiche e sitografiche
1. ↑   Il progetto “Pietre d’Inciampo”, su ilfuturononsicancella.it, Istoreco Reggio Emilia.
2. ↑   Viaggio della Memoria - Bilancio 2015 (PDF), Istituto per la storia della Resistenza e della società contemporanea in Provincia di Reggio Emilia, 2015,  pp. 12-14.
3. ↑   Posa Pietre d’Inciampo a Bagnolo in Piano (2021), su istoreco.re.it. URL consultato il 20 luglio 2023.
4. ↑   Posa Pietre d’Inciampo a Bagnolo in Piano (2022), su istoreco.re.it. URL consultato il 20 luglio 2023.
5. ↑   Posa Pietre d’Inciampo: Bagnolo (PDF), su istoreco.re.it. URL consultato il 26 gennaio 2025.
6. 1 2   Stalag XVII A, su pastorevito.it. URL consultato il 20 luglio 2023.
7. ↑   Combes Biagini, su ilfuturononsicancella.it. URL consultato il 20 luglio 2023.
8. 1 2   Stalag 352, su anrp.it. URL consultato il 20 luglio 2023 (archiviato dall'url originale il 10 maggio 2024).
9. ↑   Pace Tamagnini, su ilfuturononsicancella.it. URL consultato il 20 luglio 2023.
10. 1 2   Stalag VI-A, su deportatibrescia.it. URL consultato il 20 luglio 2023.
11. ↑   Angelo Diacci, su ilfuturononsicancella.it. URL consultato il 20 luglio 2023.
12. ↑   Stalag IV C, su pastorevito.it. URL consultato il 15 luglio 2024.
13. ↑   Cesare Saccani, su alboimicaduti.it. URL consultato il 15 luglio 2024.
14. ↑   Stalag IX B, su pastorevito.it. URL consultato il 15 luglio 2024.
15. ↑   Vasco Lusetti, su facebook.com. URL consultato il 15 luglio 2024.
16. 1 2   Stalag VI D Dortmund, su pastorevito.it. URL consultato il 26 gennaio 2025.
17. ↑   Natale Mezzadri, su lessicobiograficoimi.it. URL consultato il 26 gennaio 2025.
18. ↑   Posa delle Pietre d’Inciampo a Baiso (2021), su istoreco.re.it. URL consultato il 20 luglio 2023.
19. ↑   Posa delle Pietre d’Inciampo a Baiso (2022), su istoreco.re.it. URL consultato il 20 luglio 2023.
20. 1 2 3 4 5 6 7 8   Kahla, su deportatibrescia.it. URL consultato il 20 luglio 2023.
21. ↑   Lorenzo Caluzzi, su ilfuturononsicancella.it. URL consultato il 20 luglio 2023.
22. ↑   Lodovico Tonelli, su ilfuturononsicancella.it. URL consultato il 20 luglio 2023.
23. ↑   Domenico Benvenuti, su ilfuturononsicancella.it. URL consultato il 20 luglio 2023.
24. ↑   Gino Gestoni, su ilfuturononsicancella.it. URL consultato il 20 luglio 2023.
25. ↑   Posa pietre d'inciampo Bibbiano - 20-01-25, su facebook.com. URL consultato il 21 gennaio 2025.
26. 1 2   Stalag XI-B, su deportatibrescia.it. URL consultato il 20 marzo 2023.
27. ↑   Internati Militari Italiani a Fallingbostel, su pastorevito.it. URL consultato il 22 luglio 2023.
28. 1 2   Erio e Walter Ferrari, su ilfuturononsicancella.it. URL consultato il 22 luglio 2023.
29. ↑   Piero Giavarini, su lessicobiograficoimi.it. URL consultato il 10 maggio 2024.
30. ↑   Stalag XIII D, su pastorevito.it. URL consultato il 20 gennaio 2025.
31. ↑   Ezio Ferrarini, su facebook.com. URL consultato il 20 gennaio 2025.
32. ↑   Ezio Ferrarini, su lessicobiograficoimi.it. URL consultato il 20 gennaio 2025.
33. ↑   Allenin Barbieri, su ilfuturononsicancella.it, ISTORECO Reggio Emilia.
34. 1 2   Roberto Zamboni, I reggiani sepolti nei cimiteri militari italiani in Austria, Germania e Polonia (PDF), su dimenticatidistato.files.wordpress.com.
35. 1 2 3 4 5 6 7 8 9 10   Gli Albi della memoria, su albimemoria-istoreco.re.it, ISTORECO Reggio Emilia.
36. ↑   Comitato internazionale della Croce Rossa, su icrc.org. URL consultato il 10 maggio 2024.
37. ↑   Avantino Pergetti, su memorieincammino.it. URL consultato il 10 maggio 2024.
38. ↑   Le tombe invisibili: Sinfra, su marenostrumrapallo.it. URL consultato il 29 gennaio 2025.
39. ↑   In memoria e onore di Dannunzio Ferioli. La posa della Prima pietra d'Inciampo nel Comune di Casalgrande, su comune.casalgrande.re.it. URL consultato il 29 gennaio 2025.
40. ↑   Casina: profonda emozione a Migliara per la posa delle Pietre d’inciampo in ricordo di Vado Comi e Cesare Zannetti, in modena2000.it, 24 gennaio 2025. URL consultato il 25 gennaio 2025=ISTORECO Reggio Emilia.
41. 1 2 3 4 5 6 7   Kahla, su deportatibrescia.it. URL consultato l'8 marzo 2024.
42. ↑   Discorsi tenuti dalla delegazione di Kahla in occasione della Posa delle Pietre d’Inciampo 15-1-2017, su comune.castelnovo-nemonti.re.it, Comune di Castelnovo ne' Monti.
43. ↑   Parte la delegazione di Castelnovo che firmerà il nuovo gemellaggio con Kahla, su comune.castelnovo-nemonti.re.it, Comune di Castelnovo ne' Monti.
44. ↑   Inello Bezzi, su ilfuturononsicancella.it, ISTORECO Reggio Emilia.
45. ↑  (DE) "Erinnern heißt handeln": Gedenken an die Opfer der REIMAHG-Flugzeugwerke führt junge Menschen aus Italien und Kahla zusammen (PDF), in Margarethe, n. 3-4, Kahla, Projekt »demokratie laden«, 2018,  pp. 4-5. URL consultato il 18 dicembre 2021.
46. ↑   Ugolino Simonazzi, su ilfuturononsicancella.it, ISTORECO Reggio Emilia.
47. ↑   Francesco Toschi, su ilfuturononsicancella.it, ISTORECO Reggio Emilia.
48. ↑   Ermete Zuccolini, su ilfuturononsicancella.it, ISTORECO Reggio Emilia.
49. ↑   Roberto Carlini, su ilfuturononsicancella.it, ISTORECO Reggio Emilia.
50. 1 2   Anselmo e Renato Guidi, su ilfuturononsicancella.it, ISTORECO Reggio Emilia.
51. ↑   Pierino Ruffini, su ilfuturononsicancella.it, ISTORECO Reggio Emilia.
52. ↑   Giovanna Caroli, Deportati a Kahla, in Ricerche Storiche, n. 94, ISTORECO, dicembre 2002,  pp. 134-135.
53. ↑   Dino Peretti, su ilfuturononsicancella.it, ISTORECO Reggio Emilia.
54. ↑   Giovanni Bernuzzi, su ilfuturononsicancella.it, ISTORECO Reggio Emilia.
55. ↑   Giovanni Bernuzzi, su alboimicaduti.it, ANRP.
56. ↑   Mario Vincenzo Gualerzi, su ilfuturononsicancella.it, ISTORECO Reggio Emilia.
57. ↑  (FR) Gualerzi Mario Vincenzo, su memorialgenweb.org.
58. ↑   Vittorio Mariani, su ilfuturononsicancella.it, ISTORECO Reggio Emilia.
59. ↑   Vittorio Mariani, su alboimicaduti.it, ANRP.
60. ↑  (EN) Exploseum - History, su exploseum.pl, Muzeum Okręgowe im. Leona Wyczółkowskiego w Bydgoszczy.
61. ↑  (DE) Montanari, Umberto, su aktives-gedenkbuch.de, Aktives Museum Südwestfalen.
62. ↑   Umberto Montanari, su ilfuturononsicancella.it, ISTORECO Reggio Emilia.
63. ↑   Toano, Cavriago e Sant’Ilario: posate nove pietre d’inciampo per nove reggiani uccisi dai nazisti, su istoreco.re.it, ISTORECO Reggio Emilia.
64. ↑  (DE) Raimund Hellwig, Siegen unter dem Hakenkreuz - Ein alternativer Stadtrundgang (PDF), Siegen, DGB-Jugend Siegen-Wittgenstein, 2011,  p. 53.
65. ↑   Enea Pozzi, su ilfuturononsicancella.it, ISTORECO Reggio Emilia.
66. ↑   Enea Pozzi, su alboimicaduti.it, ANRP.
67. ↑   Giornata della memoria 2024, su comune.correggio.re.it. URL consultato l'8 maggio 2024.
68. ↑   Posa Pietra d'inciampo: Correggio (PDF), su istoreco.re.it. URL consultato il 29 gennaio 2025.
69. ↑   Monica Barlettai, Casa di Lucia Finzi (PDF), su Le Strade della Libertà, Associazione Giovani in Europa.
70. ↑  Zambonelli 2001, p. 49.
71. 1 2 3   Alessandra Fontanesi, Il campo di concentramento di Reggio Emilia, in Ricerche Storiche, vol. 54, n. 130, ISTORECO Reggio Emilia, 2020,  pp. 18-25.
72. 1 2  Zambonelli 2001, p. 51.
73. ↑   Gilda e Claudio Sinigaglia, su ilfuturononsicancella.it, ISTORECO Reggio Emilia.
74. ↑   Giuseppe Martelli, 47 alpini padri fondatori della sezione A.N.A. bolognese romagnola, su noialpini.it, ANA Sezione Bolognese Romagnola. URL consultato il 17 gennaio 2022 (archiviato dall'url originale il 18 gennaio 2022).
75. ↑   Monica Barlettai, Palazzo Ronca-Segrè (PDF), su Le Strade della Libertà, Associazione Giovani in Europa.
76. ↑   Database decorati, su decoratialvalormilitare.istitutonastroazzurro.org, Istituto Nazionale del Nastro Azzurro.
77. ↑   Nazario Sauro Onofri, Ebrei e fascismo a Bologna (PDF), Grafica Lavino, 1989,  p. 76. URL consultato il 17 gennaio 2022 (archiviato dall'url originale il 29 marzo 2024).
78. ↑   Idimo Vecchi, su ilfuturononsicancella.it. URL consultato il 30 gennaio 2025.
79. ↑   Guerrino Guerrieri, su ilfuturononsicancella.it. URL consultato il 30 gennaio 2025.
80. ↑   Posa Pietra d'inciampo: Gualtieri (PDF), su gualtieri-api.municipiumapp.it. URL consultato il 21 gennaio 2025.
81. ↑   Stalag IV-B, su pastorevito.it. URL consultato il 22 marzo 2023.
82. ↑   Giannetto Lambruschi, su pietredellamemoria.it. URL consultato il 22 marzo 2023.
83. ↑   Arsiero Guatteri, su pietredellamemoria.it. URL consultato il 22 luglio 2023.
84. ↑   Arnaldo Sarti, su lessicobiograficoimi.it. URL consultato il 21 gennaio 2025.
85. ↑   Inaugurazione pietra d'inciampo: Guastalla (PDF), su istoreco.re.it. URL consultato il 21 gennaio 2025.
86. ↑   Inaugurata ufficialmente una nuova pietra d’inciampo a Guastalla, in modena2000.it, 21 gennaio 2025. URL consultato il 21 gennaio 2025.
87. ↑   Guastalla, danni a "pietra d'inciampo" alla vigilia della Giornata della Memoria, in Il Resto del Carlino, 26 gennaio 2020.
88. ↑   Guastalla, posata la pietra d’inciampo per Aldo Munari, su istoreco.re.it.
89. ↑   Gino Benatti, su ilfuturononsicancella.it, ISTORECO Reggio Emilia.
90. ↑   Ivo Carra, su ilfuturononsicancella.it, ISTORECO Reggio Emilia.
91. ↑   Ivo Carra, su alboimicaduti.it, ANRP.
92. 1 2   Alfredo e Athos Nosari, su ilfuturononsicancella.it, ISTORECO Reggio Emilia.
93. ↑   Alfredo Nosari, su alboimicaduti.it, ANRP.
94. ↑   Athos Nosari, su alboimicaduti.it, ANRP.
95. ↑   Firmino Toniato, su ilfuturononsicancella.it, ISTORECO Reggio Emilia.
96. ↑   Gildo Cani, su ilfuturononsicancella.it, ISTORECO Reggio Emilia.
97. ↑   Aldo Munari, su ilfuturononsicancella.it, ISTORECO Reggio Emilia.
98. ↑   Guido Riva, su ilfuturononsicancella.it, ISTORECO Reggio Emilia.
99. ↑   Guido Riva, su alboimicaduti.it, ANRP.
100. ↑   Alfonso Cattania, su ilfuturononsicancella.it, ISTORECO Reggio Emilia.
101. ↑   Posa Pietra d'inciampo: Montecchio (PDF), su istoreco.re.it. URL consultato il 21 gennaio 2025.
102. ↑   Natalino Catellani, su lessicobiograficoimi.it. URL consultato l'8 maggio 2024.
103. ↑   Stalag XIII D, su pastorevito.it. URL consultato l'8 maggio 2024.
104. ↑   Ennio Tagliavini, su lessicobiograficoimi.it. URL consultato l'8 maggio 2024.
105. ↑   Stalag III-D, su pastorevito.it. URL consultato l'8 maggio 2024.
106. ↑   Giuseppe Patroncini, su lessicobiograficoimi.it. URL consultato l'8 maggio 2024.
107. ↑   Paola Mirenda e Leonardo Caporali, Lipsia e il lavoro forzato negli anni del nazismo, su italianialipsia.wordpress.com. URL consultato il 20 gennaio 2025.
108. ↑   Pietro Reverberi, su lessicobiograficoimi.it. URL consultato il 20 gennaio 2025.
109. ↑   Giacomo Baccarani, su ilfuturononsicancella.it, ISTORECO Reggio Emilia.
110. ↑    Comune di Novellara, Racconti dalle Pietre d'inciampo: Giacomo Baccarani, su YouTube, 25 aprile 2020.
111. ↑   Giacomo Baccarani, su alboimicaduti.it, ANRP.
112. ↑   Vittorio Busana, su ilfuturononsicancella.it, ISTORECO Reggio Emilia.
113. ↑   Vittorio Busana, su alboimicaduti.it, ANRP.
114. ↑   Guido Ghiacci, su alboimicaduti.it, ANRP.
115. ↑  Zambonelli 2001, pp. 37-40.
116. ↑    Comune di Novellara, Lettera di Carlo Segré ai figli Mino e Laura, su YouTube, 25 aprile 2020.
117. ↑   Renato Bia, su lessicobiograficoimi.it. URL consultato il 10 maggio 2024.
118. ↑   Stalag VI C, su pastorevito.it. URL consultato il 22 gennaio 2025.
119. ↑   Stalag VI J, su pastorevito.it. URL consultato il 22 gennaio 2025.
120. ↑   Pierino Dall'Aglio, su lessicobiograficoimi.it. URL consultato il 21 gennaio 2025.
121. ↑   Stalag I-B, su deportatibrescia.it. URL consultato il 9 maggio 2024.
122. ↑   POSATA LA “PIETRA D’INCIAMPO” PER RENATO LANZI, su comune.quattro-castella.re.it. URL consultato il 9 maggio 2024.
123. ↑   Stalag X B Sanbostel, su pastorevito.it. URL consultato il 25 gennaio 2025.
124. ↑   Domenico Montanari, su lessicobiograficoimi.it. URL consultato il 25 gennaio 2025.
125. ↑   Giorno della memoria: al Gattaglio la pietra d'inciampo per Luigi Bellelli, in reggionline.com, 27 gennaio 2023.
126. 1 2 3   Alda, Bice e Olga Corinaldi, su ilfuturononsicancella.it, ISTORECO Reggio Emilia.
127. ↑   Franco Boiardi, Gli ebrei reggiani dall'età napoleonica alla 2ª guerra mondiale, in Ricerche Storiche, n. 73, ISTORECO Reggio Emilia, dicembre 1993,  pp. 24-25.
128. ↑   Giulia Cocconi e Alessandra Fontanesi, Ghetto ebraico di Reggio Emilia (PDF), su Le Strade della Libertà, Associazione Giovani in Europa.
129. 1 2 3   Beatrice Ravà, Ilma e Iole Rietti, su ilfuturononsicancella.it, ISTORECO Reggio Emilia.
130. ↑  Zambonelli 2001, p.33, 47-49.
131. ↑   Oreste Sinigaglia, su ilfuturononsicancella.it, ISTORECO Reggio Emilia.
132. 1 2   Alessandra Fontanesi, Da Reggio Emilia ad Auschwitz. La deportazione degli ebrei reggiani (PDF), in "Per le recenti disposizioni sulla razza": Storia di Ferruccio Pardo e di altri reggiani ebrei, Istituto per la Storia della Resistenza e della Società contemporanea in provincia di RE, 2009,  pp. 45-46.
133. ↑  Zambonelli 2001, pp.11, 31, 47, 62-63.
134. 1 2 3   Benedetto Melli e Lina Jacchia, su ilfuturononsicancella.it, ISTORECO Reggio Emilia.
135. ↑   Giorgio Melli, su ilfuturononsicancella.it, ISTORECO Reggio Emilia.
136. ↑   Antonio Zambonelli, Dalle persecuzioni fasciste allo sterminio, in Ricerche Storiche, n. 73, ISTORECO Reggio Emilia, dicembre 1993,  pp. 246-247.
137. ↑  Zambonelli 2001, pp. 57-58.
138. ↑   Ida Liuzzi, su ilfuturononsicancella.it, ISTORECO Reggio Emilia.
139. ↑  Zambonelli 2001, p. 46.
140. ↑  Zambonelli 2001, pp.33, 63, 75-77.
141. ↑   Maria Bertolini Fioroni, su it.gariwo.net, Gariwo la foresta dei Giusti.
142. ↑   Mostra online: I giusti fra le Nazioni, su museoebraicobo.it, Museo Ebraico di Bologna.
143. ↑   Paolo Bonaventura, su ilfuturononsicancella.it, ISTORECO Reggio Emilia.
144. ↑   William Bertoni, su ilfuturononsicancella.it, ISTORECO Reggio Emilia.
145. ↑   Roberto Torelli, "Ma allora cosa c'è rimasto dell'Italia?" Memorie di un deportato di 17 anni (1944-1945), in Ricerche Storiche, n. 64/66, ISTORECO Reggio Emilia, dicembre 1990,  pp. 103-104.
146. ↑   Giovanni Ganassi, su ilfuturononsicancella.it, ISTORECO Reggio Emilia.
147. ↑   Dorina Storchi, su memorieincammino.it, Istituto Alcide Cervi.
148. ↑   Ettore Guidetti, su ilfuturononsicancella.it, ISTORECO Reggio Emilia.
149. ↑   Tracce di memoria nell'asfalto reggiano, in Notiziario ANPI, n. 2, ANPI Reggio Emilia, 2017,  p. 20.
150. ↑   Mario Sguazzini, su alboimicaduti.it, ANRP.
151. ↑   Adolfo Rossi, su ilfuturononsicancella.it, ISTORECO Reggio Emilia.
152. ↑   Adolfo Rossi, su alboimicaduti.it, ANRP.
153. ↑   Aroldo Montanari, su ilfuturononsicancella.it, ISTORECO Reggio Emilia.
154. ↑   1944 – Novembre 20 – Combattimento di Ramiseto, su anpireggioemilia.it, ANPI Reggio Emilia.
155. ↑   Renzo Bertani, su ilfuturononsicancella.it, ISTORECO Reggio Emilia.
156. ↑   Bruno Farri, su lessicobiograficoimi.it. URL consultato l'8 maggio 2024.
157. ↑   Posa Pietra d'inciampo: Rio Saliceto (PDF), su istoreco.re.it. URL consultato il 29 gennaio 2025.
158. 1 2   Stalag VI-A, su deportatibrescia.it. URL consultato il 21 luglio 2023.
159. ↑   Stalag VI-C Bathorn, su italiawiki.com. URL consultato il 22 luglio 2023.
160. 1 2   Bruno e Delmino Friggeri, su ilfuturononsicancella.it. URL consultato il 22 luglio 2023.
161. ↑   Tullio Vincetti, su lessicobiograficoimi.it. URL consultato il 10 maggio 2024.
162. 1 2   Stalag VI C Bathorn, su pastorevito.it. URL consultato il 29 gennaio 2025.
163. ↑   Stalag VI F Bocholt, su pastorevito.it. URL consultato il 29 gennaio 2025.
164. 1 2   Stalag VI D Dortmund, su pastorevito.it. URL consultato il 29 gennaio 2025.
165. 1 2   Internati Militari Italiani, nei campi di prigionia in Germania, su 24orenews.it. URL consultato il 21 luglio 2023.
166. ↑   Stalag II-B, su memorieincammino.it. URL consultato il 21 luglio 2023.
167. ↑   Valentino Parmiggiani, su comune.rubiera.re.it. URL consultato il 21 luglio 2023.
168. ↑   CHI ERA VITO ANNOVI (PDF), su comune.rubiera.re.it. URL consultato l'8 maggio 2024.
169. 1 2   Stalag III-A Luckenwalde, su deportatibrescia.it. URL consultato il 10 maggio 2024.
170. ↑   Posata la Pietra d’Inciampo per Guido Sighinolfi a Rubiera, su istoreco.re.it. URL consultato l'8 maggio 2024.
171. ↑   Posa Pietre d’Inciampo a Scandiano, su istoreco.re.it. URL consultato il 21 luglio 2023.
172. ↑   Posa di due nuove Pietre d’Inciampo a Bosco e Chiozza di Scandiano, su istoreco.re.it. URL consultato l'8 maggio 2024.
173. ↑   Due pietre d’inciampo per Giacomino e Guerrino, in ilrestodelcarlino.it, 22 gennaio 2025. URL consultato il 26 gennaio 2025.
174. ↑   Stalag III-D, su deportatibrescia.it. URL consultato il 21 luglio 2023.
175. ↑   Guelfo Ferrari, su ilfuturononsicancella.it. URL consultato il 21 luglio 2023.
176. ↑   Guglielmo Corradini, su ilfuturononsicancella.it. URL consultato il 21 luglio 2023.
177. 1 2   I.M.I. INTERNATI MILITARI ITALIANI NELLO STALAG IX B, su pastorevito.it. URL consultato l'8 maggio 2024.
178. ↑   Romeo Pilati (PDF), su istoreco.re.it. URL consultato l'8 maggio 2024.
179. 1 2   Stalag III-A, su deportatibrescia.it. URL consultato l'8 maggio 2024.
180. ↑   Primo Cattani (PDF), su istoreco.re.it. URL consultato l'8 maggio 2024.
181. ↑   Giacomino Prandi, su lessicobiograficoimi.it. URL consultato il 26 gennaio 2025.
182. ↑   Stalag XI A, su pastorevito.it. URL consultato il 26 gennaio 2025.
183. ↑   Guerrino Ferrari, su lessicobiograficoimi.it. URL consultato il 26 gennaio 2025.
184. ↑   Posa Pietra d'inciampo: Toano (PDF), su istoreco.re.it. URL consultato il 29 gennaio 2025.
185. ↑   Indirizzi Pietre (PDF), su istoreco.re.it, Istoreco Reggio Emilia.
186. 1 2   Kahla, su deportatibrescia.it. URL consultato l'8 maggio 2024.
187. ↑   Una pietra d’inciampo dedicata a Domenico ‘Mario’ Giansoldati, in redacon-it, 2 febbraio 2024. URL consultato l'8 maggio 2024.
188. ↑   Florindo Farioli, su ilfuturononsicancella.it. URL consultato l'8 marzo 2024.
189. ↑   Dante Adelmo Gilioli, su ilfuturononsicancella.it. URL consultato l'8 marzo 2024.